# I liga argentyńska w piłce nożnej (1974)
W sezonie 1974 rozegrano dwa turnieje mistrzowskie – stołeczny Campeonato Metropolitano i ogólnokrajowy Campeonato Nacional.
Mistrzem Argentyny Metropolitano w sezonie 1974 został Newell’s Old Boys, a wicemistrzem Argentyny Metropolitano został klub Rosario Central.
Mistrzem Argentyny Nacional w sezonie 1974 został klub San Lorenzo de Almagro, a wicemistrzem Argentyny Nacional – klub Rosario Central.
Do Copa Libertadores 1975 zakwalifikowały się dwa kluby:
- Rosario Central (zwycięzca turnieju Torneo Reducido)
- Newell’s Old Boys (drugi w turnieju Torneo Reducido)

## Campeonato Metropolitano 1974
W sezonie 1974 liga podzielona została na dwie fazy. W pierwszej fazie podzielono ligę na dwie grupy A i B po 9 klubów w każdej. Dwa najlepsze kluby z każdej grupy awansowały do grupy finałowej. Ponieważ grupy miały nieparzystą liczbę klubów w każdej kolejce w każdej grupie był jeden "wolny" klub. Rozwiązano to w ten sposób, że "wolne" kluby z obu grup grały ze sobą mecz "międzygrupowy", którego wynik liczył się później w końcowej tabeli. W drugiej fazie w grupie finałowej cztery kluby grały systemem każdy z każdym, ale tylko jeden mecz. Zwycięzca grupy finałowej zdobył tytuł mistrza Argentyny.
Mistrzem Argentyny Metropolitano w sezonie 1974 został klub Newell’s Old Boys, natomiast wicemistrzem Argentyny Metropolitano – Rosario Central. Żaden klub nie spadł do drugiej ligi, natomiast z drugiej do pierwszej awansowały dwa kluby – Unión Santa Fe i CA Temperley. W ten sposób pierwsza liga została zwiększona z 18 do 20 klubów.

### Kolejka 1
Grupa A
| Data          | Mecz |
| ------------- | --- |
| 3 lutego 1974 | CA Banfield – Gimnasia y Esgrima La Plata 1:2 José B. Romero (k) - Juan M. Tutino (2)                           |
| 3 lutego 1974 | CA Vélez Sarsfield – Rosario Central 1:2 Miguel A. Puppo - Roberto C. Cabral (2)                                |
| 3 lutego 1974 | CA Huracán – Atlanta Buenos Aires 6:2 Omar Larrosa, Miguel Brindisi (4), Carlos Babington - Alejandro Onnis (2) |
| 3 lutego 1974 | CA All Boys – Racing Club de Avellaneda 2:1 Rubén Paira, Epifanio Medina (k) - Ramón Mifflin (k)                |

Grupa B
| Data          | Mecz |
| ------------- | --- |
| 3 lutego 1974 | Estudiantes La Plata – CA Colón 0:1 César Brítez                                                                                     |
| 3 lutego 1974 | Newell’s Old Boys – Ferro Carril Oeste 0:0                                                                                           |
| 3 lutego 1974 | Chacarita Juniors – San Lorenzo de Almagro 2:1 Sebastián Astudillo, Miguel A. Giachello - Roberto M. Espósito                        |
| 3 lutego 1974 | Independiente – Argentinos Juniors 6:1 Daniel Bertoni (2), Ricardo Pavoni, Agustín Balbuena (2), Ricardo Bochini - Carlos A. Pinasco |

Mecze międzygrupowe
| Data          | Mecz |
| ------------- | --- |
| 3 lutego 1974 | Boca Juniors – River Plate 5:2 Carlos M. García Cambón (4), Enzo Ferrero (k) - Jorge Ghiso, Enrique Wolff (k) |

### Kolejka 2
Grupa A
| Data           | Mecz |
| -------------- | --- |
| 10 lutego 1974 | Atlanta Buenos Aires – CA Vélez Sarsfield 1:1 Mario Finarolli - Miguel Benito                                                |
| 10 lutego 1974 | Gimnasia y Esgrima La Plata – River Plate 3:2 Juan M. Tutino (2), Eduardo Marasco - Ernesto Mastrángelo, Carlos Morete       |
| 10 lutego 1974 | Racing Club de Avellaneda – CA Huracán 3:2 Néstor Scotta, Alberto M. Jorge, Ángel C. Rojas - René Houseman, Carlos Babington |
| 10 lutego 1974 | Rosario Central – CA Banfield 3:1 Carlos Aimar, Roberto C. Cabral, Daniel Aricó - Juan C. Merlo                              |

Grupa B
| Data           | Mecz |
| -------------- | --- |
| 10 lutego 1974 | Boca Juniors – Estudiantes La Plata 2:0 Osvaldo Potente, Alfredo Letanú                                    |
| 10 lutego 1974 | San Lorenzo de Almagro – Independiente 1:2 Victorio Cocco - Rubén Galván, Agustín Balbuena                 |
| 10 lutego 1974 | Ferro Carril Oeste – Chacarita Juniors 2:0 Juan D. Rocchia (k), Héctor Arregui                             |
| 10 lutego 1974 | CA Colón – Newell’s Old Boys 3:2 Ernesto J. Álvarez (2), Héctor Lamberti - Alfredo Obberti, Mario Zanabria |

Mecze międzygrupowe
| Data          | Mecz                                                                                     |
| ------------- | ---------------------------------------------------------------------------------------- |
| 3 lutego 1974 | CA All Boys – Argentinos Juniors 3:0 Valentín Sánchez (2), José Carlos Andrade “Zezinho” |

### Kolejka 3
Grupa A
| Data           | Mecz |
| -------------- | --- |
| 17 lutego 1974 | River Plate – Rosario Central 4:0 Reynaldo Merlo, Ernesto Mastrángelo, Carlos Morete (2)                                 |
| 17 lutego 1974 | CA Banfield – Atlanta Buenos Aires 0:2 Mario Finarolli, Aldo F. Rodríguez                                                |
| 17 lutego 1974 | CA Vélez Sarsfield – Racing Club de Avellaneda 3:1 Armando Quinteros (2), Luis Gallo - Néstor Scotta                     |
| 17 lutego 1974 | CA Huracán – CA All Boys 3:3 Carlos Babington (k), Roque Avallay, Miguel Brindisi - Valentín Sánchez (2), Jorge A. Rossi |

Grupa B
| Data           | Mecz |
| -------------- | --- |
| 17 lutego 1974 | Newell’s Old Boys – Boca Juniors 2:2 Mario Zanabria, Sergio A. Robles - Carlos M. García Cambón, Ramón Ponce                  |
| 17 lutego 1974 | Chacarita Juniors – CA Colón 1:1 Leonardo Recúpero - Ernesto J. Álvarez (k)                                                   |
| 17 lutego 1974 | Independiente – Ferro Carril Oeste 1:1 Daniel Bertoni - Héctor Arregui (k)                                                    |
| 17 lutego 1974 | Argentinos Juniors – San Lorenzo de Almagro 2:3 Horacio Cordero (k), Carlos A. Pinasco - Héctor Scotta (2), Juan C. Piris (k) |

Mecze międzygrupowe
| Data           | Mecz                                                                                                  |
| -------------- | --- |
| 17 lutego 1974 | Estudiantes La Plata – Gimnasia y Esgrima La Plata 2:1 Rubén Bedogni, Abraham Amado - Eduardo Marasco |

### Kolejka 4
Grupa A
| Data           | Mecz |
| -------------- | --- |
| 22 lutego 1974 | Rosario Central – Gimnasia y Esgrima La Plata 1:1 Mario Kempes - Raúl E. Bernao                                  |
| 23 lutego 1974 | Atlanta Buenos Aires – River Plate 1:1 Alejandro Onnis - Carlos Morete                                           |
| 23 lutego 1974 | CA All Boys – CA Vélez Sarsfield 0:0                                                                             |
| 23 lutego 1974 | Racing Club de Avellaneda – CA Banfield 3:2 Carlos Squeo (2), Néstor Scotta - Héctor Veira, Carlos A. Caputo (k) |

Grupa B
| Data           | Mecz |
| -------------- | --- |
| 23 lutego 1974 | Ferro Carril Oeste – Argentinos Juniors 2:2 Gerónimo Saccardi, Luis Papandrea - Horacio Cordero, Julio Comesaña s |
| 23 lutego 1974 | CA Colón – Independiente 2:2 Ernesto J. Álvarez, Daniel Olivares - Miguel A. Raimondo, Eduardo M. Méndez          |
| 23 lutego 1974 | Boca Juniors – Chacarita Juniors 2:1 Jorge J. Benítez, Alfredo Letanú - Jorge Buzzo (k)                           |
| 23 lutego 1974 | Estudiantes La Plata – Newell’s Old Boys 0:1 Santiago Santamaría                                                  |

Mecze międzygrupowe
| Data           | Mecz                                                                     |
| -------------- | ------------------------------------------------------------------------ |
| 23 lutego 1974 | CA Huracán – San Lorenzo de Almagro 0:2 Héctor Scotta, Juan C. Piris (k) |

### Kolejka 5
Grupa A
| Data           | Mecz |
| -------------- | --- |
| 26 lutego 1974 | River Plate – Racing Club de Avellaneda 2:1 Ernesto Mastrángelo, Norberto Alonso - Alberto M. Jorge                                             |
| 26 lutego 1974 | Gimnasia y Esgrima La Plata – Atlanta Buenos Aires 3:0 Eduardo Marasco (2), Carlos A. Bulla                                                     |
| 26 lutego 1974 | CA Banfield – CA All Boys 0:0 |
| 26 lutego 1974 | CA Vélez Sarsfield – CA Huracán 2:4 Heriberto Correa (k), Horacio M. Santillán - José R. Scalise, Eduardo E. Quiroga, Ricardo Tello, Rubén Suñé |

Grupa B
| Data           | Mecz |
| -------------- | --- |
| 26 lutego 1974 | Chacarita Juniors – Estudiantes La Plata 1:1 Jorge Buzzo (k) - Rubén Bedogni                                   |
| 26 lutego 1974 | Independiente – Boca Juniors 0:1 Enzo Ferrero (k)                                                              |
| 26 lutego 1974 | Argentinos Juniors – CA Colón 5:1 Rafael D. Moreno (3), Carlos A. Pinasco, Horacio Cordero (k) - Daniel Borgna |
| 26 lutego 1974 | San Lorenzo de Almagro – Ferro Carril Oeste 1:1 Héctor Scotta - Héctor Arregui                                 |

Mecze międzygrupowe
| Data           | Mecz |
| -------------- | --- |
| 26 lutego 1974 | Newell’s Old Boys – Rosario Central 4:2 Santiago Santamaría (2, 1k), Mario Zanabria, José O. Berta - Roberto C. Cabral, Carlos Aimar |

### Kolejka 6
Grupa A
| Data         | Mecz |
| ------------ | --- |
| 3 marca 1974 | CA All Boys – River Plate 1:1 Héctor Dragonetti - Jorge Ghiso mecz rozegrany został na stadionie klubu Ferro Carril Oeste       |
| 3 marca 1974 | Racing Club de Avellaneda – Gimnasia y Esgrima La Plata 3:1 Hugo Gottardi (2), Juan C. García Sangenis - Carlos Della Savia (k) |
| 3 marca 1974 | CA Huracán – CA Banfield 0:0 |
| 3 marca 1974 | Atlanta Buenos Aires – Rosario Central 2:2 Juan A. Gómez Voglino (k), Ramón Ledesma - Roberto Carril, Mario Kempes              |

Grupa B
| Data         | Mecz |
| ------------ | --- |
| 3 marca 1974 | CA Colón – San Lorenzo de Almagro 3:2 Carlos A. López, Rodolfo Zimmermann, Daniel Olivares - Héctor Scotta (2)                             |
| 3 marca 1974 | Boca Juniors – Argentinos Juniors 7:1 Carlos M. García Cambón, Ramón Ponce (3), Osvaldo Potente (3) - Rafael D. Moreno                     |
| 3 marca 1974 | Estudiantes La Plata – Independiente 3:4 Carlos A. Pandolfi, Rubén Galletti (2) - Ricardo Bochini, Luis A. Giribet, Ricardo Pavoni (2, 1k) |
| 3 marca 1974 | Newell’s Old Boys – Chacarita Juniors 5:2 Santiago Santamaría (3), Mario Zanabria, Alfredo Obberti - Miguel A. Giachello (2)               |

Mecze międzygrupowe
| Data         | Mecz                                                        |
| ------------ | ----------------------------------------------------------- |
| 3 marca 1974 | CA Vélez Sarsfield – Ferro Carril Oeste 0:1 Carlos A. Vidal |

### Kolejka 7
Grupa A
| Data          | Mecz |
| ------------- | --- |
| 10 marca 1974 | River Plate – CA Huracán 1:3 Ernesto Mastrángelo - Roque Avallay (2), Miguel Brindisi                                         |
| 10 marca 1974 | Rosario Central – Racing Club de Avellaneda 2:0 Roberto Carril (2)                                                            |
| 10 marca 1974 | Gimnasia y Esgrima La Plata – CA All Boys 2:2 Carlos Della Savia (k), Eduardo Marasco - Valentín Sánchez, Epifanio Medina (k) |
| 10 marca 1974 | CA Banfield – CA Vélez Sarsfield 1:2 Ángel Silva - Oscar Fornari, Heriberto Correa (k)                                        |

Grupa B
| Data          | Mecz |
| ------------- | --- |
| 10 marca 1974 | Independiente – Newell’s Old Boys 5:1 Ricardo Pavoni (2, 2k), Ricardo Bochini (2), Luis A. Giribet - José L. Giusti                    |
| 10 marca 1974 | Argentinos Juniors – Estudiantes La Plata 5:1 Carlos A. Pinasco, Rafael D. Moreno (4) - Rubén Galletti (k)                             |
| 10 marca 1974 | San Lorenzo de Almagro – Boca Juniors 0:6 Carlos M. García Cambón (2), Osvaldo Potente, Ramón Ponce, Claudio Casares, Enzo Ferrero     |
| 10 marca 1974 | Ferro Carril Oeste – CA Colón 2:3 Juan D. Rocchia (k), Eduardo Cicarello - Carlos A. López, Ernesto J. Álvarez (k), Rodolfo Zimmermann |

Mecze międzygrupowe
| Data          | Mecz |
| ------------- | --- |
| 10 marca 1974 | Chacarita Juniors – Atlanta Buenos Aires 2:5 Miguel A. Converti (syn), Omar A. Galván - Mario Finarolli (2), Rubén Cano, Juan A. Gómez Voglino (2, 1k) |

### Kolejka 8
Grupa A
| Data          | Mecz |
| ------------- | --- |
| 17 marca 1974 | CA Vélez Sarsfield – River Plate 2:3 Horacio M. Santillán (2) - Carlos Morete (2), Jorge Ghiso                                 |
| 17 marca 1974 | CA Huracán – Gimnasia y Esgrima La Plata 3:2 Roque Avallay, René Houseman, Eduardo Maglioni - Rubén Peracca, Eduardo Marasco   |
| 17 marca 1974 | CA All Boys – Rosario Central 3:0 José Carlos Andrade “Zezinho”, Osvaldo S. González, Epifanio Medina                          |
| 17 marca 1974 | Racing Club de Avellaneda – Atlanta Buenos Aires 2:2 Alberto M. Jorge, Rubén Bareño - Juan A. Gómez Voglino (k), Néstor Chirdo |

Grupa B
| Data          | Mecz                                                                                            |
| ------------- | ----------------------------------------------------------------------------------------------- |
| 17 marca 1974 | Boca Juniors – Ferro Carril Oeste 0:1 Norberto Eiras                                            |
| 17 marca 1974 | Estudiantes La Plata – San Lorenzo de Almagro 1:0 Camilo Aguilar                                |
| 17 marca 1974 | Newell’s Old Boys – Argentinos Juniors 1:0 Mario Zanabria                                       |
| 17 marca 1974 | Chacarita Juniors – Independiente 2:2 Jorge Buzzo (2, 1k) - Luis A. Giribet, Ricardo Pavoni (k) |

Mecze międzygrupowe
| Data          | Mecz                                                                                     |
| ------------- | ---------------------------------------------------------------------------------------- |
| 17 marca 1974 | CA Banfield – CA Colón 4:0 Juan C. Merlo, Ángel Silva, Alberto J. Benítez, Enrique Lanza |

### Kolejka 9
Grupa A
| Data          | Mecz |
| ------------- | --- |
| 24 marca 1974 | River Plate – CA Banfield 5:0 Carlos Morete (4, 3k), Jorge Ghiso                                                               |
| 24 marca 1974 | Atlanta Buenos Aires – CA All Boys 5:1 Juan A. Gómez Voglino (3, 1k), Mario Finarolli (2) - Miguel A. Pecoraro s               |
| 24 marca 1974 | Rosario Central – CA Huracán 5:1 Mario Kempes, Roberto C. Cabral (2), José L. Saldaño, Gabriel Arias (k) - Carlos A. Leone (k) |
| 24 marca 1974 | Gimnasia y Esgrima La Plata – CA Vélez Sarsfield 0:1 Heriberto Correa (k)                                                      |

Grupa B
| Data          | Mecz |
| ------------- | --- |
| 24 marca 1974 | Argentinos Juniors – Chacarita Juniors 6:2 Horacio Cordero, José Pekerman, Carlos A. Pinasco (2), Rafael D. Moreno (2) - Omar A. Galván, Rubén Astigarraga |
| 24 marca 1974 | San Lorenzo de Almagro – Newell’s Old Boys 1:1 Oscar A. Ortiz - Manuel Magán                                                                               |
| 24 marca 1974 | Ferro Carril Oeste – Estudiantes La Plata 1:1 Carlos A. Vidal - Rodolfo Fucceneco                                                                          |
| 24 marca 1974 | CA Colón – Boca Juniors 4:1 Enzo Trossero, Héctor Lamberti, Hugo Coscia, Edgar Fernández - Enzo Ferrero                                                    |

Mecze międzygrupowe
| Data          | Mecz                                                                                            |
| ------------- | ----------------------------------------------------------------------------------------------- |
| 24 marca 1974 | Independiente – Racing Club de Avellaneda 4:1 Ricardo Bochini (3), Rubén Galván - Ramón Mifflin |

### Kolejka 10
Grupa A
| Data          | Mecz |
| ------------- | --- |
| 31 marca 1974 | Gimnasia y Esgrima La Plata – CA Banfield 3:3 Carlos Della Savia, Eduardo Marasco, José M. Terzaghi s - Alberto J. Benítez, Enrique Lanza, Rubén Flotta |
| 31 marca 1974 | Rosario Central – CA Vélez Sarsfield 5:1 Roberto C. Cabral (3), Mario Kempes, Eduardo J. Cáceres - Horacio M. Santillán                                 |
| 31 marca 1974 | Atlanta Buenos Aires – CA Huracán 0:0 |
| 31 marca 1974 | Racing Club de Avellaneda – CA All Boys 2:1 Osvaldo Lamelza, Rubén Bareño - Jorge A. Rossi                                                              |

Grupa B
| Data          | Mecz |
| ------------- | --- |
| 31 marca 1974 | CA Colón – Estudiantes La Plata 2:0 César Brítez, Ernesto J. Álvarez                                            |
| 31 marca 1974 | San Lorenzo de Almagro – Chacarita Juniors 2:1 Héctor Scotta, Héctor Pitarch - Miguel A. Converti (hijo)        |
| 31 marca 1974 | Argentinos Juniors – Independiente 0:0 według RSSSF mecz rozegrany został na stadionie klubu CA Vélez Sarsfield |
| 31 marca 1974 | Ferro Carril Oeste – Newell’s Old Boys 1:3 Luis Papandrea - Alfredo Obberti (2), Santiago Santamarina (k)       |

Mecze międzygrupowe
| Data          | Mecz                                                                   |
| ------------- | ---------------------------------------------------------------------- |
| 31 marca 1974 | River Plate – Boca Juniors 3:1 Carlos Morete (3, 1k) - Osvaldo Potente |

### Kolejka 11
Grupa A
| Data            | Mecz |
| --------------- | --- |
| 7 kwietnia 1974 | CA Banfield – Rosario Central 1:2 Enrique Lanza - Aldo P. Poy, Carlos Aimar                                                        |
| 7 kwietnia 1974 | River Plate – Gimnasia y Esgrima La Plata 3:2 Carlos Morete, Juan J. López, Ernesto Mastrángelo - Carlos A. Bulla, Eduardo Marasco |
| 7 kwietnia 1974 | CA Huracán – Racing Club de Avellaneda 0:1 Oscar V. Trossero                                                                       |
| 7 kwietnia 1974 | CA Vélez Sarsfield – Atlanta Buenos Aires 1:2 Horacio M. Santillán (k) - Daniel Tagliani s, Juan A. Gómez Voglino (k)              |

Grupa B
| Data            | Mecz                                                                                         |
| --------------- | -------------------------------------------------------------------------------------------- |
| 7 kwietnia 1974 | Independiente – San Lorenzo de Almagro 1:1 Ricardo Pavoni (k) - Antonio García Ameijenda     |
| 7 kwietnia 1974 | Chacarita Juniors – Ferro Carril Oeste 1:1 Miguel A. Converti (syn) - César Lorea            |
| 7 kwietnia 1974 | Newell’s Old Boys – CA Colón 2:2 Manuel Magán, Alberto Barril - Hugo Coscia, Héctor Lamberti |
| 7 kwietnia 1974 | Estudiantes La Plata – Boca Juniors 2:0 Abraham Amado, Rubén Galletti                        |

Mecze międzygrupowe
| Data            | Mecz                                                                       |
| --------------- | -------------------------------------------------------------------------- |
| 7 kwietnia 1974 | Argentinos Juniors – CA All Boys 2:1 Rafael D. Moreno (2) - Jorge Kaliszuk |

### Kolejka 12
Grupa A
| Data             | Mecz |
| ---------------- | --- |
| 14 kwietnia 1974 | Rosario Central – River Plate 1:0 Mario Kempes (k)                                                                     |
| 14 kwietnia 1974 | CA All Boys – CA Huracán 0:0                                                                                           |
| 14 kwietnia 1974 | Racing Club de Avellaneda – CA Vélez Sarsfield 2:1 Carlos Squeo, Néstor Scotta - Miguel Benito                         |
| 14 kwietnia 1974 | Atlanta Buenos Aires – CA Banfield 2:2 Osvaldo E. Gutiérrez, Juan A. Gómez Voglino - Carlos A. Caputo, Luis A. Roselli |

Grupa B
| Data             | Mecz |
| ---------------- | --- |
| 14 kwietnia 1974 | Ferro Carril Oeste – Independiente 1:0 Gerónimo Saccardi                                                                         |
| 14 kwietnia 1974 | San Lorenzo de Almagro – Argentinos Juniors 2:2 Héctor Scotta, Enrique Chazarreta - José Pekerman, Rafael D. Moreno              |
| 14 kwietnia 1974 | Boca Juniors – Newell’s Old Boys 0:1 Alfredo Obberti                                                                             |
| 14 kwietnia 1974 | CA Colón – Chacarita Juniors 2:1 Carlos A. López (2) - Rodolfo Klasmeier mecz rozegrany został na stadionie klubu Unión Santa Fe |

Mecze międzygrupowe
| Data             | Mecz                                                                       |
| ---------------- | -------------------------------------------------------------------------- |
| 14 kwietnia 1974 | Gimnasia y Esgrima La Plata – Estudiantes La Plata 1:0 Carlos A. Bulla (k) |

### Kolejka 13
Grupa A
| Data             | Mecz |
| ---------------- | --- |
| 21 kwietnia 1974 | CA Vélez Sarsfield – CA All Boys 0:2 Osvaldo S. González, Valentín Sánchez                                  |
| 21 kwietnia 1974 | CA Banfield – Racing Club de Avellaneda 0:1 Rubén Bareño                                                    |
| 21 kwietnia 1974 | Gimnasia y Esgrima La Plata – Rosario Central 0:2 Roberto C. Cabral (2)                                     |
| 21 kwietnia 1974 | River Plate – Atlanta Buenos Aires 5:0 Ernesto Mastrángelo (2), Carlos Morete (2, 1k), Miguel A. Pecoraro s |

Grupa B
| Data             | Mecz |
| ---------------- | --- |
| 21 kwietnia 1974 | Newell’s Old Boys – Estudiantes La Plata 3:2 Alfredo Obberti (2), Jorge Valdano - Rubén Galletti (2, 1k)    |
| 21 kwietnia 1974 | Chacarita Juniors – Boca Juniors 2:2 Juan A. Troilo, Jorge Buzzo (k) - Roberto Mouzo, Alfredo Letanú (k)    |
| 21 kwietnia 1974 | Independiente – CA Colón 0:0                                                                                |
| 21 kwietnia 1974 | Argentinos Juniors – Ferro Carril Oeste 1:3 Rafael D. Moreno (k) - Carlos A. Vidal, Juan D. Rocchia (2, 2k) |

Mecze międzygrupowe
| Data             | Mecz                                                                      |
| ---------------- | ------------------------------------------------------------------------- |
| 21 kwietnia 1974 | San Lorenzo de Almagro – CA Huracán 0:2 Carlos Babington, Carlos A. Leone |

### Kolejka 14
Grupa A
| Data             | Mecz |
| ---------------- | --- |
| 28 kwietnia 1974 | Racing Club de Avellaneda – River Plate 3:0 Oscar V. Trossero (3)                                                |
| 28 kwietnia 1974 | CA All Boys – CA Banfield 1:0 José Carlos Andrade “Zezinho”                                                      |
| 28 kwietnia 1974 | Atlanta Buenos Aires – Gimnasia y Esgrima La Plata 2:2 Rubén Cano, Alejandro Onnis - Hugo Gottfrit, Walter Durso |
| 28 kwietnia 1974 | CA Huracán – CA Vélez Sarsfield 1:1 Carlos A. Leone - Horacio M. Santillán                                       |

Grupa B
| Data             | Mecz |
| ---------------- | --- |
| 28 kwietnia 1974 | Boca Juniors – Independiente 1:0 Miguel A. Nicolau (k) mecz rozegrany został na stadionie klubu CA Vélez Sarsfield                                                              |
| 28 kwietnia 1974 | CA Colón – Argentinos Juniors 4:2 Hugo Coscia (2), César Brítez, Carlos A. López - Aníbal Tortoriello, Rafael D. Moreno mecz rozegrany został na stadionie klubu Unión Santa Fe |
| 28 kwietnia 1974 | Estudiantes La Plata – Chacarita Juniors 0:0 |
| 28 kwietnia 1974 | Ferro Carril Oeste – San Lorenzo de Almagro 2:2 Norberto Eiras, César Lorea - Alberto Beltrán, Antonio García Ameijenda                                                         |

Mecze międzygrupowe
| Data             | Mecz                                                                                  |
| ---------------- | ------------------------------------------------------------------------------------- |
| 28 kwietnia 1974 | Rosario Central – Newell’s Old Boys 3:0 Carlos Aimar, Roberto C. Cabral, Ramón Bóveda |

### Kolejka 15
Grupa A
| Data        | Mecz                                                                                             |
| ----------- | ------------------------------------------------------------------------------------------------ |
| 2 maja 1974 | River Plate – CA All Boys 3:0 Juan J. López, Carlos Morete, Adolfo Mecca                         |
| 2 maja 1974 | Gimnasia y Esgrima La Plata – Racing Club de Avellaneda 1:1 Eduardo Marasco - Oscar V. Trossero  |
| 2 maja 1974 | CA Banfield – CA Huracán 1:3 Carlos A. Caputo (k) - Carlos Babington (2, 2k), Héctor J. Martínez |
| 2 maja 1974 | Rosario Central – Atlanta Buenos Aires 3:1 Ramón Bóveda (2), Roberto C. Cabral - Alejandro Onnis |

Grupa B
| Data        | Mecz                                                                                                |
| ----------- | --------------------------------------------------------------------------------------------------- |
| 2 maja 1974 | San Lorenzo de Almagro – CA Colón 0:0                                                               |
| 2 maja 1974 | Argentinos Juniors – Boca Juniors 0:0 mecz rozegrany został na stadionie klubu Atlanta Buenos Aires |
| 2 maja 1974 | Independiente – Estudiantes La Plata 0:3 Enrique Figueroa (2), Rubén Bedogni                        |
| 2 maja 1974 | Chacarita Juniors – Newell’s Old Boys 0:1 Alfredo Obberti                                           |

Mecze międzygrupowe
| Data        | Mecz |
| ----------- | --- |
| 2 maja 1974 | Ferro Carril Oeste – CA Vélez Sarsfield 5:1 Carlos A. Vidal, Horacio Ibáñez, César Lorea, Héctor Arregui, Juan D. Rocchia - Osvaldo Cerqueiro |

### Kolejka 16
Grupa A
| Data        | Mecz                                                                                      |
| ----------- | ----------------------------------------------------------------------------------------- |
| 5 maja 1974 | CA Huracán – River Plate 2:1 Carlos Babington (k), José R. Scalise - Juan J. López        |
| 5 maja 1974 | Racing Club de Avellaneda – Rosario Central 1:2 Oscar V. Trossero - Ramón Bóveda (2)      |
| 5 maja 1974 | CA All Boys – Gimnasia y Esgrima La Plata 1:2 Carlos Raschia - Hugo Echauri, Walter Durso |
| 5 maja 1974 | CA Vélez Sarsfield – CA Banfield 1:1 Miguel Benito - Héctor Veira                         |

Grupa B
| Data        | Mecz |
| ----------- | --- |
| 5 maja 1974 | Boca Juniors – San Lorenzo de Almagro 1:0 Nicolás Novello mecz rozegrany został na stadionie klubu Independiente |
| 5 maja 1974 | Newell’s Old Boys – Independiente 2:0 Mario Zanabria (2)                                                         |
| 5 maja 1974 | Estudiantes La Plata – Argentinos Juniors 3:0 Enrique Figueroa (2), Héctor Milano                                |
| 5 maja 1974 | CA Colón – Ferro Carril Oeste 0:1 Gerónimo Saccardi                                                              |

Mecze międzygrupowe
| Data        | Mecz                                                                   |
| ----------- | ---------------------------------------------------------------------- |
| 5 maja 1974 | Atlanta Buenos Aires – Chacarita Juniors 2:0 Rubén Cano, Héctor Candau |

### Kolejka 17
Grupa A
| Data         | Mecz |
| ------------ | --- |
| 12 maja 1974 | Gimnasia y Esgrima La Plata – CA Huracán 4:0 Carlos Della Savia (k), Rubén Peracca (2), Eduardo Marasco |
| 12 maja 1974 | River Plate – CA Vélez Sarsfield 1:0 Carlos Morete                                                      |
| 12 maja 1974 | Atlanta Buenos Aires – Racing Club de Avellaneda 0:1 Néstor Scotta                                      |
| 12 maja 1974 | Rosario Central – CA All Boys 3:0 Roberto Carril, Daniel Killer, Daniel Aricó                           |

Grupa B
| Data         | Mecz |
| ------------ | --- |
| 12 maja 1974 | Argentinos Juniors – Newell’s Old Boys 3:1 Horacio Cordero, Alberto Tardivo, Rafael D. Moreno (k) - Alfredo Obberti                                |
| 12 maja 1974 | Ferro Carril Oeste – Boca Juniors 1:3 Juan D. Rocchia (k) - Roberto Rogel, Nicolás Novello, Ramón Ponce                                            |
| 12 maja 1974 | San Lorenzo de Almagro – Estudiantes La Plata 4:1 Raúl Chaparro, Antonio García Ameijenda (2, 1k), Miguel A. Del Curto s - Héctor Milano           |
| 12 maja 1974 | Independiente – Chacarita Juniors 6:1 Miguel A. Raimondo, Ricardo Bochini, Ricardo Ruiz Moreno (2), Rubén Galván, Ricardo Bertoni - Juan A. Troilo |

Mecze międzygrupowe
| Data         | Mecz                                                                            |
| ------------ | ------------------------------------------------------------------------------- |
| 12 maja 1974 | CA Colón – CA Banfield 1:2 Ernesto J. Álvarez - Ángel Silva, Alberto J. Benítez |

### Kolejka 18
Grupa A
| Data         | Mecz                                                                                  |
| ------------ | ------------------------------------------------------------------------------------- |
| 19 maja 1974 | CA Banfield – River Plate 3:0 Alberto J. Benítez, Ricardo Girado, Ángel Silva         |
| 19 maja 1974 | CA Huracán – Rosario Central 2:1 Francisco Russo, Carlos Babington (k) - Hugo Zavagno |
| 19 maja 1974 | CA Vélez Sarsfield – Gimnasia y Esgrima La Plata 2:0 Osvaldo Cerqueiro, Oscar Fornari |
| 19 maja 1974 | CA All Boys – Atlanta Buenos Aires 1:0 Epifanio Medina                                |

Grupa B
| Data         | Mecz                                                                                               |
| ------------ | -------------------------------------------------------------------------------------------------- |
| 19 maja 1974 | Boca Juniors – CA Colón 3:1 Miguel A. Nicolau (2), Alfredo Letanú - Salvador Pasini                |
| 19 maja 1974 | Estudiantes La Plata – Ferro Carril Oeste 1:2 Rubén Galletti - Héctor Arregui (2)                  |
| 19 maja 1974 | Newell’s Old Boys – San Lorenzo de Almagro 2:1 Carlos Picerni, Juan R. Rocha - Victorio Cocco      |
| 19 maja 1974 | Chacarita Juniors – Argentinos Juniors 2:1 Juan A. Troilo, Miguel A. Giachello - Carlos A. Pinasco |

Mecze międzygrupowe
| Data         | Mecz |
| ------------ | --- |
| 19 maja 1974 | Racing Club de Avellaneda – Independiente 1:5 Néstor Scotta - Miguel A. Raimondo, Hugo Saggioratto, Daniel Bertoni (2), Rubén Galván |

### Kolejka 19
Baraż o drugie miejsce wobec równej liczby punktów
| Data         | Mecz |
| ------------ | --- |
| 22 maja 1974 | Boca Juniors – Ferro Carril Oeste 2:0 Carlos M. García Cambón, Ramón Ponce mecz rozegrany został na stadionie klubu Vélez Sarsfield |

### Tabele
| Poz | Klub                        | Mecze | Zw | Rem | Por | Pkt | BrZd | BrStr |
| --- | --------------------------- | ----- | -- | --- | --- | --- | ---- | ----- |
| 1   | Rosario Central             | 18    | 12 | 2   | 4   | 26  | 39   | 23    |
| 2   | CA Huracán                  | 18    | 8  | 5   | 5   | 21  | 32   | 29    |
| 3   | River Plate                 | 18    | 9  | 2   | 7   | 20  | 37   | 28    |
| 4   | Racing Club de Avellaneda   | 18    | 9  | 2   | 7   | 20  | 28   | 30    |
| 5   | CA All Boys                 | 18    | 6  | 6   | 6   | 18  | 22   | 24    |
| 6   | Gimnasia y Esgrima La Plata | 18    | 6  | 5   | 7   | 17  | 30   | 29    |
| 7   | Atlanta Buenos Aires        | 18    | 5  | 7   | 6   | 17  | 29   | 33    |
| 8   | CA Vélez Sarsfield          | 18    | 4  | 4   | 10  | 12  | 20   | 32    |
| 9   | CA Banfield                 | 18    | 3  | 5   | 10  | 11  | 22   | 31    |

| Poz | Klub                   | Mecze | Zw | Rem | Por | Pkt | BrZd | BrStr |
| --- | ---------------------- | ----- | -- | --- | --- | --- | ---- | ----- |
| 1   | Newell’s Old Boys      | 18    | 10 | 4   | 4   | 24  | 32   | 27    |
| 2   | Boca Juniors           | 18    | 10 | 3   | 5   | 23  | 37   | 21    |
| 3   | Ferro Carril Oeste     | 18    | 8  | 7   | 3   | 23  | 28   | 20    |
| 4   | CA Colón               | 18    | 8  | 5   | 5   | 21  | 30   | 30    |
| 5   | Independiente          | 18    | 7  | 6   | 5   | 20  | 38   | 23    |
| 6   | San Lorenzo de Almagro | 18    | 4  | 6   | 8   | 14  | 23   | 30    |
| 7   | Argentinos Juniors     | 18    | 5  | 4   | 9   | 14  | 33   | 42    |
| 8   | Estudiantes La Plata   | 18    | 5  | 3   | 10  | 13  | 21   | 28    |
| 9   | Chacarita Juniors      | 18    | 2  | 6   | 10  | 10  | 21   | 42    |

### Turniej finałowy
| Data           | Mecz |
| -------------- | --- |
| 26 maja 1974   | Newell’s Old Boys – CA Huracán 3:2 Arsenio Ribecca, Santiago Santamaría, Alfredo Obberti - Eduardo E. Quiroga, José R. Scalise mecz rozegrany został na stadionie klubu Rosario Central |
| 26 maja 1974   | Rosario Central – Boca Juniors 3:1 Miguel A. Cornero, Ramón Bóveda (2) - Ramón Ponce mecz rozegrany został na stadionie klubu Newell's Old Boys |
| 29 maja 1974   | Boca Juniors – Newell’s Old Boys 0:1 Alfredo Obberti mecz rozegrany został na stadionie klubu Huracán |
| 29 maja 1974   | CA Huracán – Rosario Central 1:0 Carlos Babington (k) mecz rozegrany został na stadionie klubu Boca Juniors |
| 2 czerwca 1974 | Boca Juniors – CA Huracán 3:1 Osvaldo Potente (3) - José R. Scalise mecz rozegrany został na stadionie klubu Vélez Sarsfield |
| 2 czerwca 1974 | Rosario Central – Newell’s Old Boys 2:2 (1:0) mecz przerwany został w 88 minucie Widzowie: 40 495 Sędzia: Humberto Oreste Dellacasa (Jorge Eduardo Romero, Roberto Osvaldo Barreiro) Bramki: 1:0 Gabriel José Arias 45k, 2:0 Carlos Daniel Aimar 68, 2:1 Armando Rafael Capurro 70, 2:2 Mario Nicasio Zanabria 80 Club Atlético Rosario Central: Carlo Ángel Biasutto (k) – Gabriel José Arias, Juan Ramón Antonio Burgos – José Jorge González, Carlos Daniel Aimar, Miguel Ángel Cornero – Ramón César Bóveda, Eduardo Miguel Solari, Roberto Cecilio Cabral, Hugo Ernesto Zavagno, Roberto Hugo Carril. Trener: Carlos Timoteo Griguol. Club Atlético Newell's Old Boys: Alberto Enrique Carrasco – José Luis Pavoni, Pastor Osvaldo Barreiro – Andrés Orlando Rebottaro, Carlos Picerni, Armando Rafael Capurro – Santiago Santamaría, José Orlando Berta, Alfredo Domingo Obberti (87 Arsenio Julio Ribeca), Mario Nicasio Zanabria (k), Juan Ramón Rocha (67 Manuel Rosendo Magán). Trener: Juan Carlos Montes. |

| Poz | Klub              | Mecze | Zw | Rem | Por | Pkt | BrZd | BrStr |
| --- | ----------------- | ----- | -- | --- | --- | --- | ---- | ----- |
| 1   | Newell’s Old Boys | 3     | 2  | 1   | 0   | 5   | 6    | 4     |
| 2   | Rosario Central   | 3     | 1  | 1   | 1   | 3   | 5    | 4     |
| 3   | Boca Juniors      | 3     | 1  | 0   | 2   | 2   | 4    | 5     |
| 4   | CA Huracán        | 3     | 1  | 0   | 2   | 2   | 4    | 6     |

Mistrzem Argentyny Metropolitano został klub Newell’s Old Boys, a wicemistrzem Argentyny Metropolitano – Rosario Central.

### Klasyfikacja strzelców bramek Metropolitano 1974
| Gole | Piłkarz            | Klub                        |
| ---- | ------------------ | --------------------------- |
| 18   | Carlos Morete      | River Plate                 |
| 16   | Rafael Moreno      | Argentinos Juniors          |
| 13   | Roberto Cabral     | Rosario Central             |
| 10   | Eduardo Marasco    | Gimnasia y Esgrima La Plata |
| 9    | Juan Gómez Voglino | Atlanta Buenos Aires        |
| 9    | Alfredo Obberti    | Newell’s Old Boys           |

## Campeonato Nacional 1974
W Campeonato Nacional wzięło udział 36 klubów – 18 klubów biorących udział w mistrzostwach Metropolitano oraz 18 klubów z prowincji. Prowincjonalna osiemnastka została wyłoniona podczas rozgrywek klasyfikacyjnych klubów które wygrały swoje ligi prowincjonalne w roku 1973. W sezonie 1974 w mistrzostwach Nacional wzięły udział następujące kluby z regionu stołecznego (Metropolitano): CA All Boys, Argentinos Juniors, Atlanta Buenos Aires, CA Banfield, Boca Juniors, Chacarita Juniors, CA Colón, Estudiantes La Plata, Ferro Carril Oeste, Gimnasia y Esgrima La Plata, CA Huracán, Independiente, Newell’s Old Boys, Racing Club de Avellaneda, River Plate, Rosario Central, San Lorenzo de Almagro, CA Vélez Sarsfield
Do pierwszej ligi mistrzostw Nacional w sezonie 1974 zakwalifikowały się następujące kluby z prowincji: Aldosivi Mar del Plata, Altos Hornos Zapla Palpalá, Atlético Tucumán, Belgrano Córdoba, Central Norte Salta, Chaco For Ever Resistencia, Deportivo Mandiyú, Desamparados San Juan, Godoy Cruz Antonio Tomba, Huracán Comodoro Rivadavia, Huracán San Rafael, Jorge Newbery Junín, Puerto Comercial Bahía Blanca, Regina Villa Regina,
San Lorenzo Mar del Plata, San Martín Mendoza, San Martín Tucumán, Talleres Córdoba
W fazie grupowej 36 uczestników podzielono na 4 grupy A, B, C i D po 9 klubów w każdej grupie. Mecze w grupach rozegrano systemem każdy z każdym mecz i rewanż. Ponieważ liczba klubów w każdej grupie była nieparzysta, dodatkowo rozgrywano mecze międzygrupowe między pauzującymi klubami, dlatego każdy z klubów w fazie grupowej zaliczył po 18 meczów. Z każdej grupy do finału awansowały 2 drużyny, co dało łącznie 8 klubów w finale. Tutaj rozegrano mecze systemem każdy z każdym, ale tylko po jednym meczu, bez rewanżów. Zwycięzca grupy finałowej zdobył mistrzostwo Argentyny Nacional.

### Kolejka 1
Grupa A
| Data          | Mecz |
| ------------- | --- |
| 21 lipca 1974 | Desamparados San Juan – Rosario Central 0:1 Mario Kempes                                                            |
| 21 lipca 1974 | Boca Juniors – CA Banfield 4:0 Marcelo Trobbiani (2), Carlos M. García Cambón, Miguel A. Nicolau                    |
| 21 lipca 1974 | Estudiantes La Plata – Belgrano Córdoba 2:1 Rubén Galletti (k), Abraham Amado - José L. Ceballos                    |
| 21 lipca 1974 | Central Norte Salta – CA All Boys 1:0 Carlos Pacheco mecz rozegrany został na stadionie klubu Gimnasia y Tiro Salta |

Grupa B
| Data          | Mecz |
| ------------- | --- |
| 21 lipca 1974 | Argentinos Juniors – Altos Hornos Zapla Palpalá 4:2 Horacio Cordero (2, 1k), Carlos A. Pinasco, Francisco Ferraro s - Carlos A. Caputo, Pedro Confesor |
| 21 lipca 1974 | CA Colón – River Plate 0:1 Carlos Morete |
| 21 lipca 1974 | Newell’s Old Boys – Huracán San Rafael 3:0 Mario Zanabria, Santiago Santamaría (k), José O. Berta                                                      |
| 21 lipca 1974 | Talleres Córdoba – Gimnasia y Esgrima La Plata 1:0 Luis A. Ludueña (k) mecz rozegrany został na stadionie klubu Instituto Córdoba                      |

Grupa C
| Data          | Mecz |
| ------------- | --- |
| 21 lipca 1974 | Aldosivi Mar del Plata – San Lorenzo de Almagro 0:3 Juan J. Irigoyen (k), Victorio Cocco, Pedro Chazarreta mecz rozegrany został na stadionie Estadio General San Martín |
| 21 lipca 1974 | Chacarita Juniors – Regina Villa Regina 0:1 Salvador Pasini |
| 21 lipca 1974 | Ferro Carril Oeste – Deportivo Mandiyú 3:0 Héctor Arregui, Gerónimo Saccardi, Norberto Eiras                                                                             |
| 21 lipca 1974 | San Martín Tucumán – Racing Club de Avellaneda 2:1 Enrique Sosa (2) - Néstor Scotta                                                                                      |

Grupa D
| Data          | Mecz |
| ------------- | --- |
| 21 lipca 1974 | Chaco For Ever Resistencia – CA Vélez Sarsfield 0:0                                                        |
| 21 lipca 1974 | CA Huracán – San Lorenzo Mar del Plata 3:0 Carlos Babington, Miguel Brindisi (2)                           |
| 21 lipca 1974 | Huracán Comodoro Rivadavia – Atlanta Buenos Aires 1:0 Marcelino Britapaja                                  |
| 21 lipca 1974 | Independiente – Atlético Tucumán 4:0 Ricardo Ruiz Moreno, Daniel Bertoni, Luis A. Giribet, Hugo Saggiorato |

Mecze międzygrupowe
| Data          | Mecz |
| ------------- | --- |
| 21 lipca 1974 | Jorge Newbery Junín – Puerto Comercial Bahía Blanca 0:1 Enrique Dekker mecz rozegrany został na stadionie klubu Sarmiento |
| 21 lipca 1974 | San Martín Mendoza – Godoy Cruz Antonio Tomba 3:2 Juan V. Guzmán, Juan F. Barroso (2) - Jorge Benegas, Germán Pereyra     |

### Kolejka 2
Grupa A
| Data          | Mecz |
| ------------- | --- |
| 28 lipca 1974 | CA All Boys – Boca Juniors 1:1 Domingo Cavallo - Marcelo Trobbiani mecz rozegrany został na stadionie klubu CA Vélez Sarsfield |
| 28 lipca 1974 | Rosario Central – Central Norte Salta 2:0 Eduardo Solari, Mario Kempes                                                         |
| 28 lipca 1974 | Belgrano Córdoba – Puerto Comercial Bahía Blanca 3:0 Rubén Lupo, Miguel A. Laciar, Jorge Teijón                                |
| 28 lipca 1974 | CA Banfield – Estudiantes La Plata 1:0 Juan A. Taverna                                                                         |

Grupa B
| Data          | Mecz |
| ------------- | --- |
| 28 lipca 1974 | Altos Hornos Zapla Palpalá – Newell’s Old Boys 2:1 Carlos A. Caputo (k), Pedro Confesor - Santiago Santamaría                   |
| 28 lipca 1974 | Gimnasia y Esgrima La Plata – CA Colón 2:1 Carlos Della Savia, Norberto Fabbián - Edgar Fernández                               |
| 28 lipca 1974 | Jorge Newbery Junín – Talleres Córdoba 0:1 Daniel Willington mecz rozegrany został na stadionie klubu Sarmiento Junín           |
| 28 lipca 1974 | River Plate – Argentinos Juniors 3:2 Víctor Marchetti, Norberto Alonso, Daniel Passarella - Alberto P. Tardivo, Juan C. Marenda |

Grupa C
| Data          | Mecz |
| ------------- | --- |
| 28 lipca 1974 | Regina Villa Regina – Aldosivi Mar del Plata 1:2 Rubén Flores - Waldemar Nicoletti, Francisco Mústico mecz rozegrany został na stadionie klubu Cipolletti |
| 28 lipca 1974 | Deportivo Mandiyú – Chacarita Juniors 1:2 Raúl Mansilla - Miguel A. Giachello, Jorge Buzzo mecz rozegrany został na stadionie klubu Lipton Corrientes     |
| 28 lipca 1974 | Racing Club de Avellaneda – Godoy Cruz Antonio Tomba 3:0 Carlos Squeo, Néstor Scotta (2)                                                                  |
| 28 lipca 1974 | San Lorenzo de Almagro – San Martín Tucumán 6:1 Enrique Chazarreta (2), Victorio Cocco (2), Pedro Chazarreta, Juan J. Irigoyen - José L. Giusti           |

Grupa D
| Data          | Mecz |
| ------------- | --- |
| 28 lipca 1974 | Atlanta Buenos Aires – Chaco For Ever Resistencia 3:1 Roberto Viola (2), Juan C. Casco - Oscar A. Palavecino                                                                      |
| 28 lipca 1974 | Atlético Tucumán – CA Huracán 1:1 Julio R. Villa - René Houseman |
| 28 lipca 1974 | San Lorenzo Mar del Plata – Huracán Comodoro Rivadavia 3:0 Juan D. Loyola (k), Carlos A. Martínez, Norberto Eresuma mecz rozegrany został na stadionie Estadio General San Martín |
| 28 lipca 1974 | San Martín Mendoza – Independiente 2:0 Juan C. Pereyra, Juan F. Barroso |

Mecze międzygrupowe
| Data          | Mecz |
| ------------- | --- |
| 28 lipca 1974 | Ferro Carril Oeste – CA Vélez Sarsfield 0:1 Miguel Benito                                                           |
| 28 lipca 1974 | Desamparados San Juan – Huracán San Rafael 4:1 Víctor H. Sosa (2), Jesús Rivarola, Carlos A. Rodríguez - Oscar Caro |

### Kolejka 3
Grupa A
| Data            | Mecz |
| --------------- | --- |
| 4 sierpnia 1974 | Boca Juniors – Rosario Central 2:1 Jorge J. Benítez, Alfredo Letanú - Mario Killer                                                                             |
| 4 sierpnia 1974 | Estudiantes La Plata – CA All Boys 2:0 Rubén Galletti (2, 1k)                                                                                                  |
| 4 sierpnia 1974 | Puerto Comercial Bahía Blanca – CA Banfield 0:4 Juan A. Taverna (2), Luis A. Roselli, Hugo Mateos mecz rozegrany został na stadionie klubu Olimpo Bahía Blanca |
| 4 sierpnia 1974 | Central Norte Salta – Desamparados San Juan 1:0 Carlos Pacheco mecz rozegrany został na stadionie klubu Gimnasia y Tiro Salta                                  |

Grupa B
| Data            | Mecz |
| --------------- | --- |
| 3 sierpnia 1974 | Argentinos Juniors – Gimnasia y Esgrima La Plata 4:2 Juan C. Marenda, Aníbal Tortoriello, Horacio Cordero (2, 1k) - Rubén Peracca, Daniel Castro |
| 3 sierpnia 1974 | CA Colón – Jorge Newbery Junín 0:0 |
| 3 sierpnia 1974 | Huracán San Rafael – Altos Hornos Zapla Palpalá 0:1 Pedro Confesor                                                                               |
| 3 sierpnia 1974 | Newell’s Old Boys – River Plate 1:0 Juan R. Rocha                                                                                                |

Grupa C
| Data            | Mecz |
| --------------- | --- |
| 4 sierpnia 1974 | Aldosivi Mar del Plata – Deportivo Mandiyú 2:0 Julio Crespo, Waldemar Nicoletti mecz rozegrany został na stadionie Estadio General San Martín |
| 4 sierpnia 1974 | Chacarita Juniors – Ferro Carril Oeste 2:1 Jorge Buzzo, Miguel A. Giachello - Juan D. Rocchia                                                 |
| 4 sierpnia 1974 | Godoy Cruz Antonio Tomba – San Lorenzo de Almagro 0:2 Pedro Chazarreta, Juan J. Irigoyen                                                      |
| 4 sierpnia 1974 | San Martín Tucumán – Regina Villa Regina 1:1 Raúl O. García - Héctor Fernández                                                                |

Grupa D
| Data            | Mecz |
| --------------- | --- |
| 4 sierpnia 1974 | Chaco For Ever Resistencia – San Lorenzo Mar del Plata 3:0 Victoriano Medina, Juan E. Suárez, Tadeo Lugo |
| 4 sierpnia 1974 | CA Huracán – San Martín Mendoza 0:0                                                                      |
| 4 sierpnia 1974 | Huracán Comodoro Rivadavia – Atlético Tucumán 2:0 José S. Ojeda (k), Juan Maricoy                        |
| 4 sierpnia 1974 | CA Vélez Sarsfield – Atlanta Buenos Aires 2:0 Armando I. Quinteros, Oscar Fornari                        |

Mecze międzygrupowe
| Data            | Mecz |
| --------------- | --- |
| 4 sierpnia 1974 | Independiente – Racing Club de Avellaneda 2:0 Hugo Saggioratto, Ricardo Bochini                                               |
| 4 sierpnia 1974 | Talleres Córdoba – Belgrano Córdoba 1:1 Miguel A. Patire - Juan C. Giménez mecz rozegrany został na stadionie klubu Instituto |

### Kolejka 4
Grupa A
| Data             | Mecz |
| ---------------- | --- |
| 11 sierpnia 1974 | Desamparados San Juan – Boca Juniors 0:1 Luis M. Carregado                                                                 |
| 11 sierpnia 1974 | Rosario Central – Estudiantes La Plata 3:1 Mario Kempes (3) - Rubén Galletti                                               |
| 11 sierpnia 1974 | CA Banfield – Belgrano Córdoba 1:0 Juan A. Taverna                                                                         |
| 11 sierpnia 1974 | CA All Boys – Puerto Comercial Bahía Blanca 4:1 Epifanio Medina (2, 2k), Ángel Mamberto, Valentín Sánchez - Enrique Dekker |

Grupa B
| Data             | Mecz |
| ---------------- | --- |
| 11 sierpnia 1974 | Gimnasia y Esgrima La Plata – Newell’s Old Boys 1:1 Jorge A. Comas - Santiago Santamaría                                                                          |
| 11 sierpnia 1974 | Jorge Newbery Junín – Argentinos Juniors 1:1 Horacio J. Rodríguez - Rafael D. Moreno mecz rozegrany został na stadionie klubu Sarmiento Junín                     |
| 11 sierpnia 1974 | River Plate – Huracán San Rafael 10:1 Norberto Alonso (2, 1k), Walter Durso, Carlos Morete (3), Víctor Marchetti (2), Ernesto Mastrángelo (2) - Juan C. Ureta (k) |
| 11 sierpnia 1974 | Talleres Córdoba – CA Colón 1:0 Luis A. Galván mecz rozegrany został na stadionie klubu Instituto Córdoba                                                         |

Grupa C
| Data             | Mecz |
| ---------------- | --- |
| 11 sierpnia 1974 | Regina Villa Regina – Godoy Cruz Antonio Tomba 0:1 Juan D. Giménez mecz rozegrany został na stadionie klubu Cipolletti                                 |
| 11 sierpnia 1974 | Deportivo Mandiyú – San Martín Tucumán 1:2 Alberto A. Monzón - Carlos Lizondo, Arturo Vilar mecz rozegrany został na stadionie klubu Lipton Corrientes |
| 11 sierpnia 1974 | Ferro Carril Oeste – Aldosivi Mar del Plata 2:1 Gernónimo Saccardi, Carlos A. Vidal - Francisco Mústico                                                |
| 11 sierpnia 1974 | San Lorenzo de Almagro – Racing Club de Avellaneda 3:0 Jorge Paolino s, Héctor Scotta (2)                                                              |

Grupa D
| Data             | Mecz |
| ---------------- | --- |
| 11 sierpnia 1974 | Atlético Tucumán – Chaco For Ever Resistencia 4:1 Atilano González s, Víctor H. Arroyo, José Solórzano (k), Juan C. Díaz - Armando Romero                                        |
| 11 sierpnia 1974 | Independiente – CA Huracán 3:2 Daniel Bertoni, Ricardo Pavoni (2, 2k) - Miguel Brindisi, Carlos Babington (k)                                                                    |
| 11 sierpnia 1974 | San Lorenzo Mar del Plata – CA Vélez Sarsfield 0:4 Carlos Avanzi, Armando Quinteros, Miguel Benito (k), Julio Asad mecz rozegrany został na stadionie Estadio General San Martín |
| 11 sierpnia 1974 | San Martín Mendoza – Huracán Comodoro Rivadavia 4:0 Juan F. Barroso (4) |

Mecze międzygrupowe
| Data             | Mecz |
| ---------------- | --- |
| 11 sierpnia 1974 | Central Norte Salta – Altos Hornos Zapla Palpalá 1:1 Eduardo Cortés - Carlos A. Caputo mecz rozegrany został na stadionie klubu Gimnasia y Tiro |
| 11 sierpnia 1974 | Chacarita Juniors – Atlanta Buenos Aires 3:0 Franco Frassoldati, Miguel A. Giachello (2)                                                        |

### Kolejka 5
Grupa A
| Data             | Mecz |
| ---------------- | --- |
| 18 sierpnia 1974 | Boca Juniors – Central Norte Salta 3:0 Carlos M. García Cambón (2), Marcelo Trobbiani                                                            |
| 18 sierpnia 1974 | Estudiantes La Plata – Desamparados San Juan 1:0 Enrique Figueroa                                                                                |
| 18 sierpnia 1974 | Belgrano Córdoba – CA All Boys 5:1 José O. Reinaldi (4), Miguel A. Laciar - Domingo Cavallo                                                      |
| 18 sierpnia 1974 | Puerto Comercial Bahía Blanca – Rosario Central 0:2 Mario Kempes, Roberto C. Cabral mecz rozegrany został na stadionie klubu Olimpo Bahía Blanca |

Grupa B
| Data             | Mecz |
| ---------------- | --- |
| 18 sierpnia 1974 | Altos Hornos Zapla Palpalá – River Plate 1:1 Néstor A. Gómez - Ernesto Mastrángelo                                                     |
| 18 sierpnia 1974 | Argentinos Juniors – Talleres Córdoba 0:0                                                                                              |
| 18 sierpnia 1974 | Huracán San Rafael – Gimnasia y Esgrima La Plata 1:4 Oscar Mazzei - Isidoro Selluci s, Antonio Rosl, Rubén Peracca, Carlos Della Savia |
| 18 sierpnia 1974 | Newell’s Old Boys – Jorge Newbery Junín 0:0                                                                                            |

Grupa C
| Data             | Mecz |
| ---------------- | --- |
| 18 sierpnia 1974 | Aldosivi Mar del Plata – Chacarita Juniors 2:2 Francisco Mústico, José M. Sánchez (k) - Ramón T. Adorno, Juan A. Troilo mecz rozegrany został na stadionie Estadio General San Martín |
| 18 sierpnia 1974 | Godoy Cruz Antonio Tomba – Deportivo Mandiyú 1:0 Jorge O. Pereyra |
| 18 sierpnia 1974 | Racing Club de Avellaneda – Regina Villa Regina 4:0 Rodolfo Domínguez, Néstor Scotta (2), Hugo Gottardi                                                                               |
| 18 sierpnia 1974 | San Martín Tucumán – Ferro Carril Oeste 0:1 Roberto Claverino |

Grupa D
| Data             | Mecz |
| ---------------- | --- |
| 18 sierpnia 1974 | Atlanta Buenos Aires – San Lorenzo Mar del Plata 2:0 Luis Lamadrid, Roberto Viola                                          |
| 18 sierpnia 1974 | Chaco For Ever Resistencia – San Martín Mendoza 2:0 Oscar A. Palavecino, Tadeo Lugo                                        |
| 18 sierpnia 1974 | Huracán Comodoro Rivadavia – Independiente 1:5 Marcelino Britapaja - Francisco Sá, Ricardo Pavoni (2), Luis A. Giribet (2) |
| 18 sierpnia 1974 | CA Vélez Sarsfield – Atlético Tucumán 1:0 Miguel Benito                                                                    |

Mecze międzygrupowe
| Data             | Mecz                                                                          |
| ---------------- | ----------------------------------------------------------------------------- |
| 18 sierpnia 1974 | CA Colón – CA Banfield 0:1 Luis A. Roselli                                    |
| 18 sierpnia 1974 | CA Huracán – San Lorenzo de Almagro 2:0 Carlos Babington (k), Miguel Brindisi |

### Kolejka 6
Grupa A
| Data             | Mecz |
| ---------------- | --- |
| 25 sierpnia 1974 | CA All Boys – CA Banfield 3:0 Epifanio Medina, Valentín Sánchez, Domingo Cavallo                                                                                        |
| 25 sierpnia 1974 | Rosario Central – Belgrano Córdoba 3:0 Jorge J. González, Mario Kempes, Aldo P. Poy                                                                                     |
| 25 sierpnia 1974 | Desamparados San Juan – Puerto Comercial Bahía Blanca 7:2 Carlos A. Rodríguez (3), Carlos Massud (2), Mario Guerri, Leonardo Recúpero - Enrique Dekker (k), Mario Rachi |
| 25 sierpnia 1974 | Central Norte Salta – Estudiantes La Plata 1:1 Santiago Rico - Abraham Amado                                                                                            |

Grupa B
| Data             | Mecz |
| ---------------- | --- |
| 25 sierpnia 1974 | CA Colón – Argentinos Juniors 3:1 Edgar Fernández, Héctor Lamberti, César Brítez - Horacio Cordero                                                                                        |
| 25 sierpnia 1974 | Gimnasia y Esgrima La Plata – Altos Hornos Zapla Palpalá 1:3 Eduardo Marasco - Humberto Baigorria, José A. Luñiz, Néstor A. Gómez                                                         |
| 25 sierpnia 1974 | Jorge Newbery Junín – Huracán San Rafael 0:2 Juan C. Gutiérrez, Orlando Oros mecz rozegrany został na stadionie klubu Sarmiento Junín                                                     |
| 25 sierpnia 1974 | Talleres Córdoba – Newell’s Old Boys 3:2 Luis A. Ludueña, Humberto Taborda, Francisco Rivadero - Juan R. Rocha, Carlos Picerni mecz rozegrany został na stadionie klubu Instituto Córdoba |

Grupa C
| Data             | Mecz |
| ---------------- | --- |
| 25 sierpnia 1974 | Regina Villa Regina – San Lorenzo de Almagro 0:1 Héctor Scotta mecz rozegrany został na stadionie klubu Cipolletti                        |
| 25 sierpnia 1974 | Chacarita Juniors – San Martín Tucumán 1:0 Marcelo Pérez                                                                                  |
| 25 sierpnia 1974 | Deportivo Mandiyú – Racing Club de Avellaneda 1:1 Pablo Sierra - Hugo Gottardi mecz rozegrany został na stadionie klubu Lipton Corrientes |
| 25 sierpnia 1974 | Ferro Carril Oeste – Godoy Cruz Antonio Tomba 2:0 Juan D. Rocchia, Héctor Arregui                                                         |

Grupa D
| Data             | Mecz |
| ---------------- | --- |
| 25 sierpnia 1974 | Atlético Tucumán – Atlanta Buenos Aires 7:1 Víctor H. Arroyo (2), Juan F. Castro, Julio R. Villa, David Millicay, Raúl Campi, Miguel A. Argüello - Roberto Viola (k) |
| 25 sierpnia 1974 | CA Huracán – Huracán Comodoro Rivadavia 5:0 Eduardo E. Quiroga, Miguel Brindisi, Carlos Babington (3, 2k)                                                            |
| 25 sierpnia 1974 | Independiente – Chaco For Ever Resistencia 3:0 Agustín Balbuena, Ricardo Bertoni, Ricardo Bochini                                                                    |
| 25 sierpnia 1974 | San Martín Mendoza – CA Vélez Sarsfield 1:0 Miguel A. Astrada |

Mecze międzygrupowe
| Data             | Mecz |
| ---------------- | --- |
| 25 sierpnia 1974 | Aldosivi Mar del Plata – San Lorenzo Mar del Plata 1:1 Ricardo Ferlich - Manuel Zurita mecz rozegrany został na stadionie Estadio General San Martín |
| 25 sierpnia 1974 | Boca Juniors – River Plate 1:0 Carlos M. García Cambón                                                                                               |

### Kolejka 7
Grupa A
| Data            | Mecz |
| --------------- | --- |
| 1 września 1974 | Estudiantes La Plata – Boca Juniors 0:1 Marcelo Trobbiani |
| 1 września 1974 | Belgrano Córdoba – Desamparados San Juan 1:1 Rubén Lupo (k) - Jesús Rivarola |
| 1 września 1974 | CA Banfield – Rosario Central 1:1 Eduardo Pipastrelli - Roberto C. Cabral |
| 1 września 1974 | Puerto Comercial Bahía Blanca – Central Norte Salta 0:4 Alberto Saldico s, Carlos Pacheco (2), Miguel A. Papalardo mecz rozegrany został na stadionie klubu Olimpo Bahía Blanca |

Grupa B
| Data            | Mecz                                                                                 |
| --------------- | ------------------------------------------------------------------------------------ |
| 1 września 1974 | Altos Hornos Zapla Palpalá – Jorge Newbery Junín 1:1 José A. Luñiz - Julio A. Acosta |
| 1 września 1974 | Huracán San Rafael – Talleres Córdoba 0:2 Luis A. Ludueña (k), Oscar Fachetti        |
| 1 września 1974 | Newell’s Old Boys – CA Colón 2:1 Alfredo Obberti, Mario Zanabria - Héctor Lamberti   |
| 1 września 1974 | River Plate – Gimnasia y Esgrima La Plata 0:0                                        |

Grupa C
| Data            | Mecz |
| --------------- | --- |
| 1 września 1974 | Godoy Cruz Antonio Tomba – Chacarita Juniors 0:1 Omar A. Galván                                            |
| 1 września 1974 | Racing Club de Avellaneda – Ferro Carril Oeste 6:0 Hugo Gottardi (3), Néstor Scotta (2), Horacio Bianchini |
| 1 września 1974 | San Lorenzo de Almagro – Deportivo Mandiyú 4:0 Victorio Cocco, Jorge Olguín, Héctor Scotta (2)             |
| 1 września 1974 | San Martín Tucumán – Aldosivi Mar del Plata 1:0 Carlos Lizondo                                             |

Grupa D
| Data            | Mecz |
| --------------- | --- |
| 1 września 1974 | Atlanta Buenos Aires – San Martín Mendoza 1:1 Luis Lamadrid - Eduardo Maryllack                                                                               |
| 1 września 1974 | Chaco For Ever Resistencia – CA Huracán 2:2 Oscar A. Palavecino, Tadeo Lugo - Roberto Gramajo, René Houseman                                                  |
| 1 września 1974 | San Lorenzo Mar del Plata – Atlético Tucumán 2:1 Horacio Teisaire, Néstor Barú - Julio R. Villa mecz rozegrany został na stadionie Estadio General San Martín |
| 1 września 1974 | CA Vélez Sarsfield – Independiente 2:1 Horacio Santillán, Oscar Fornari - Daniel Tagliani s                                                                   |

Mecze międzygrupowe
| Data            | Mecz                                                                                  |
| --------------- | ------------------------------------------------------------------------------------- |
| 1 września 1974 | Argentinos Juniors – CA All Boys 0:0                                                  |
| 1 września 1974 | Huracán Comodoro Rivadavia – Regina Villa Regina 1:1 Juan Ojeda (k) - Salvador Pasini |

### Kolejka 8
Grupa A
| Data            | Mecz |
| --------------- | --- |
| 8 września 1974 | Boca Juniors – Puerto Comercial Bahía Blanca 9:0 Ramón Ponce (2), Osvaldo Potente (4), Enzo Ferrero, Nicolás Novello (2)                                          |
| 8 września 1974 | Desamparados San Juan – CA Banfield 1:2 Ángel Vega (k) - Juan A. Taverna, Hugo Mateos                                                                             |
| 8 września 1974 | Rosario Central – CA All Boys 4:0 Mario Kempes (3), Eduardo Solari                                                                                                |
| 8 września 1974 | Central Norte Salta – Belgrano Córdoba 1:2 Miguel A. Papalardo - Mario Palavecino s, Rubén Coletti mecz rozegrany został na stadionie klubu Gimnasia y Tiro Salta |

Grupa B
| Data            | Mecz |
| --------------- | --- |
| 8 września 1974 | Argentinos Juniors – Newell’s Old Boys 2:1 Carlos A. Pinasco (2) - Juan R. Rocha                                                                                     |
| 8 września 1974 | CA Colón – Huracán San Rafael 1:0 Jorge Vázquez |
| 8 września 1974 | Jorge Newbery Junín – River Plate 1:0 Hugo Spadaro (k) mecz rozegrany został na stadionie klubu Sarmiento Junín                                                      |
| 8 września 1974 | Talleres Córdoba – Altos Hornos Zapla Palpalá 2:1 Francisco Rivadero, Daniel Willington - Néstor A. Gómez mecz rozegrany został na stadionie klubu Instituto Córdoba |

Grupa C
| Data            | Mecz |
| --------------- | --- |
| 6 września 1974 | Chacarita Juniors – Racing Club de Avellaneda 1:2 Juan A. Troilo - Hugo Gottardi (2) |
| 8 września 1974 | Aldosivi Mar del Plata – Godoy Cruz Antonio Tomba 3:1 Mateo Di Donato, Francisco Mústico, Miguel A. Lencina - Guillermo Berrios mecz rozegrany został na stadionie Estadio General San Martín |
| 8 września 1974 | Deportivo Mandiyú – Regina Villa Regina 2:0 Raúl Mansilla, Alberto A. Monzón mecz rozegrany został na stadionie klubu Lipton Corrientes                                                       |
| 8 września 1974 | Ferro Carril Oeste – San Lorenzo de Almagro 1:0 Juan D. Rocchia |

Grupa D
| Data            | Mecz |
| --------------- | --- |
| 8 września 1974 | CA Huracán – CA Vélez Sarsfield 3:1 Roque Avallay, Miguel Brindisi, René Houseman - Oscar Fornari                 |
| 8 września 1974 | Huracán Comodoro Rivadavia – Chaco For Ever Resistencia 1:1 Fermín López - Tadeo Lugo                             |
| 8 września 1974 | Independiente – Atlanta Buenos Aires 4:0 Ricardo Bochini, Ricardo Pavoni (2, 2k), Luis A. Giribet                 |
| 8 września 1974 | San Martín Mendoza – San Lorenzo Mar del Plata 3:1 Francisco Monárdez, Juan C. Pereyra (2, 2k) - Norberto Eresuma |

Mecze międzygrupowe
| Data            | Mecz                                                                          |
| --------------- | ----------------------------------------------------------------------------- |
| 8 września 1974 | Estudiantes La Plata – Gimnasia y Esgrima La Plata 2:0 Rubén Galletti (2, 1k) |
| 8 września 1974 | San Martín Tucumán – Atlético Tucumán 0:0                                     |

### Kolejka 9
Grupa A
| Data             | Mecz |
| ---------------- | --- |
| 15 września 1974 | Belgrano Córdoba – Boca Juniors 1:2 José O. Reinaldi - Marcelo Trobbiani, Enzo Ferrero                                                                              |
| 15 września 1974 | CA Banfield – Central Norte Salta 2:0 Alberto J. Benítez, Juan A. Taverna                                                                                           |
| 15 września 1974 | CA All Boys – Desamparados San Juan 2:2 Epifanio Medina, Rubén Paira - Héctor Millicay, Víctor H. Sosa                                                              |
| 15 września 1974 | Puerto Comercial Bahía Blanca – Estudiantes La Plata 1:2 Roberto Núñez - Héctor Milano, Rubén Galletti mecz rozegrany został na stadionie klubu Olimpo Bahía Blanca |

Grupa B
| Data             | Mecz |
| ---------------- | --- |
| 15 września 1974 | Altos Hornos Zapla Palpalá – CA Colón 3:1 José A. Luñiz (3) - César Brítez                                                          |
| 15 września 1974 | Gimnasia y Esgrima La Plata – Jorge Newbery Junín 1:1 Carlos Della Savia - Rodolfo Cadile                                           |
| 15 września 1974 | Huracán San Rafael – Argentinos Juniors 0:1 Carlos A. Pinasco                                                                       |
| 15 września 1974 | River Plate – Talleres Córdoba 1:1 Carlos Morete - Héctor Artico mecz rozegrany został na stadionie klubu Racing Club de Avellaneda |

Grupa C
| Data             | Mecz |
| ---------------- | --- |
| 13 września 1974 | San Lorenzo de Almagro – Chacarita Juniors 4:1 Rubén Glaría, Héctor Scotta (2), Roberto M. Espósito - Miguel A. Giachello                       |
| 14 września 1974 | Racing Club de Avellaneda – Aldosivi Mar del Plata 3:1 Néstor Scotta (2, 1k), Oscar V. Trossero - Ricardo Ferlich                               |
| 15 września 1974 | Regina Villa Regina – Ferro Carril Oeste 1:1 Mario Giménez - Gerónimo Saccardi                                                                  |
| 15 września 1974 | Godoy Cruz Antonio Tomba – San Martín Tucumán 0:2 Héctor Pitarch, Manuel A. Ruiz mecz rozegrany został na stadionie klubu Desamparados San Juan |

Grupa D
| Data             | Mecz |
| ---------------- | --- |
| 14 września 1974 | San Lorenzo Mar del Plata – Independiente 1:1 Néstor Barú - Pedro R. Magallanes mecz rozegrany został na stadionie Estadio General San Martín |
| 15 września 1974 | Atlanta Buenos Aires – CA Huracán 0:7 Carlos Babington (4, 2k), Roque Avallay (3)                                                             |
| 15 września 1974 | Atlético Tucumán – San Martín Mendoza 2:0 Víctor H. Arroyo (2)                                                                                |
| 15 września 1974 | CA Vélez Sarsfield – Huracán Comodoro Rivadavia 5:0 Oscar Fornari (3), Horacio Santillán (2)                                                  |

Mecze międzygrupowe
| Data             | Mecz |
| ---------------- | --- |
| 15 września 1974 | Chaco For Ever Resistencia – Deportivo Mandiyú 1:2 Carlos González - Oscar R. Benítez, José R. Ayala (s) |
| 15 września 1974 | Newell’s Old Boys – Rosario Central 0:0                                                                  |

### Kolejka 10
Grupa A
| Data             | Mecz |
| ---------------- | --- |
| 22 września 1974 | Rosario Central – Desamparados San Juan 2:1 Ramón Bóveda, Mario Kempes - Ernesto Czentoricky              |
| 22 września 1974 | CA Banfield – Boca Juniors 1:4 Juan A. Taverna (k) - Jorge J. Benítez (2), Luis M. Carregado, Ramón Ponce |
| 22 września 1974 | Belgrano Córdoba – Estudiantes La Plata 2:0 Juan C. Giménez, Mario Carballo                               |
| 22 września 1974 | CA All Boys – Central Norte Salta 1:3 Epifanio Medina (k) - Miguel A. Papalardo (3, 1k)                   |

Grupa B
| Data             | Mecz |
| ---------------- | --- |
| 21 września 1974 | River Plate – CA Colón 2:0 Norberto Alonso (k), Carlos Morete mecz rozegrany został na stadionie klubu Atlanta Buenos Aires |
| 22 września 1974 | Altos Hornos Zapla Palpalá – Argentinos Juniors 2:2 José Meija, Néstor A. Gómez - Juan C. Marenda, Carlos A. Pinasco        |
| 22 września 1974 | Gimnasia y Esgrima La Plata – Talleres Córdoba 1:0 Miguel A. Torres                                                         |
| 22 września 1974 | Huracán San Rafael – Newell’s Old Boys 0:1 Alfredo Obberti                                                                  |

Grupa C
| Data             | Mecz |
| ---------------- | --- |
| 22 września 1974 | Regina Villa Regina – Chacarita Juniors 0:0                                                                                                 |
| 22 września 1974 | Deportivo Mandiyú – Ferro Carril Oeste 1:2 Oscar R. Benítez - Horacio Ibáñez (2) mecz rozegrany został na stadionie klubu Lipton Corrientes |
| 22 września 1974 | Racing Club de Avellaneda – San Martín Tucumán 2:1 Hugo Gottardi, Carlos A. Álvarez - Juan A. Torga                                         |
| 22 września 1974 | San Lorenzo de Almagro – Aldosivi Mar del Plata 3:0 Héctor Scotta, Juan C. Piris, Oscar A. Ortiz                                            |

Grupa D
| Data             | Mecz |
| ---------------- | --- |
| 22 września 1974 | Atlanta Buenos Aires – Huracán Comodoro Rivadavia 1:1 Luis Lamadrid - Víctor H. Gordillo                                  |
| 22 września 1974 | Atlético Tucumán – Independiente 2:2 Julio R. Villa, Juan F. Castro - José Solórzano s, Luis A. Giribet                   |
| 22 września 1974 | San Lorenzo Mar del Plata – CA Huracán 0:1 Carlos Babington mecz rozegrany został na stadionie Estadio General San Martín |
| 22 września 1974 | CA Vélez Sarsfield – Chaco For Ever Resistencia 6:1 Horacio Santillán (4), Miguel Benito, Oscar Fornari - Tadeo Lugo (k)  |

Mecze międzygrupowe
| Data             | Mecz |
| ---------------- | --- |
| 22 września 1974 | Godoy Cruz Antonio Tomba – San Martín Mendoza 1:2 Roberto I. Medina - Juan V. Guzmán, Eduardo Maryllack mecz rozegrany został na stadionie klubu Desamparados San Juan |
| 22 września 1974 | Puerto Comercial Bahía Blanca – Jorge Newbery Junín 0:1 Horacio J. Rodríguez mecz rozegrany został na stadionie klubu Olimpo                                           |

### Kolejka 11
Grupa A
| Data             | Mecz |
| ---------------- | --- |
| 29 września 1974 | Boca Juniors – CA All Boys 2:1 Osvaldo Potente, Enzo Ferrero - Rubén Paira                                                                                |
| 29 września 1974 | Central Norte Salta – Rosario Central 1:2 Enrique Cardozo - Carlos Aimar, Aldo P. Poy mecz rozegrany został na stadionie klubu Gimnasia y Tiro Salta      |
| 29 września 1974 | Puerto Comercial Bahía Blanca – Belgrano Córdoba 0:3 Alberto De Sá (k), José O. Reinaldi (2) mecz rozegrany został na stadionie klubu Olimpo Bahía Blanca |
| 29 września 1974 | Estudiantes La Plata – CA Banfield 1:1 Camilo Aguilar - Enrique Lanza                                                                                     |

Grupa B
| Data             | Mecz |
| ---------------- | --- |
| 29 września 1974 | Argentinos Juniors – River Plate 2:4 Horacio Cordero, Eduardo Carranza s - Víctor Marchetti, Edgardo Di Meola, Eduardo Carranza, Norberto Alonso (k) mecz rozegrany został na stadionie klubu San Lorenzo de Almagro |
| 29 września 1974 | CA Colón – Gimnasia y Esgrima La Plata 0:1 Rubén Peracca |
| 29 września 1974 | Newell’s Old Boys – Altos Hornos Zapla Palpalá 4:4 Alfredo Obberti, Mario Zanabria, Carlos Picerni, Sergio A. Robles - Néstor A. Gómez, Pedro Confesor, José A. Luñiz, Jorge Castiglia (k)                           |
| 29 września 1974 | Talleres Córdoba – Jorge Newbery Junín 2:0 Oscar Fachetti, Luis A. Ludueña mecz rozegrany został na stadionie klubu Instituto Córdoba                                                                                |

Grupa C
| Data             | Mecz |
| ---------------- | --- |
| 29 września 1974 | Aldosivi Mar del Plata – Regina Villa Regina 2:0 Miguel A. Lencina, Omar J. Liguori s mecz rozegrany został na stadionie Estadio General San Martín                   |
| 29 września 1974 | Chacarita Juniors – Deportivo Mandiyú 6:1 Jorge Buzzo, Ramón T. Adorno, Miguel A. Giachello (3), Juan A. Troilo - Alberto A. Monzón (k)                               |
| 29 września 1974 | Godoy Cruz Antonio Tomba – Racing Club de Avellaneda 1:2 Ciro Magallanes - Néstor Scotta, Hugo Gottardi mecz rozegrany został na stadionie klubu Atlanta Buenos Aires |
| 29 września 1974 | San Martín Tucumán – San Lorenzo de Almagro 1:1 Manuel A. Ruiz - Héctor Scotta                                                                                        |

Grupa D
| Data             | Mecz |
| ---------------- | --- |
| 27 września 1974 | CA Huracán – Atlético Tucumán 2:1 Carlos Babington (k), Eduardo E. Quiroga - Julio R. Villa                                     |
| 29 września 1974 | Chaco For Ever Resistencia – Atlanta Buenos Aires 0:0                                                                           |
| 29 września 1974 | Huracán Comodoro Rivadavia – San Lorenzo Mar del Plata 2:2 Marcelino Britapaja, Miguel A. Parra - Néstor Barú, Norberto Eresuma |
| 29 września 1974 | Independiente – San Martín Mendoza 5:1 Ricardo Bertoni (2), Agustín Balbuena, Rubén Galván (2) - Miguel A. Astrada              |

Mecze międzygrupowe
| Data             | Mecz |
| ---------------- | --- |
| 29 września 1974 | CA Vélez Sarsfield – Ferro Carril Oeste 0:1 Carlos A. Vidal                                                                     |
| 29 września 1974 | Huracán San Rafael – Desamparados San Juan 3:3 José L. Lapuente (2), Rodolfo Giordano - Carlos A. Rodríguez, Víctor H. Sosa (2) |

### Kolejka 12
Grupa A
| Data                | Mecz |
| ------------------- | --- |
| 6 października 1974 | Rosario Central – Boca Juniors 2:0 Mario Kempes, Roberto C. Cabral                                                                                                  |
| 6 października 1974 | CA All Boys – Estudiantes La Plata 1:2 Epifanio Medina (k) - Rubén Galletti (2, 2k)                                                                                 |
| 6 października 1974 | CA Banfield – Puerto Comercial Bahía Blanca 13:1 Juan A. Taverna (7, 1k), Enrique Lanza (2), Luis A. Roselli (2), José B. Romero, Eduardo Pipastrelli - Mario Rachi |
| 6 października 1974 | Desamparados San Juan – Central Norte Salta 4:0 Isaac Paz, Carlos Massud, Víctor H. Sosa (2)                                                                        |

Grupa B
| Data                | Mecz |
| ------------------- | --- |
| 6 października 1974 | Altos Hornos Zapla Palpalá – Huracán San Rafael 2:0 Néstor A. Gómez, José Meija                                                                     |
| 6 października 1974 | Gimnasia y Esgrima La Plata – Argentinos Juniors 4:0 Miguel A. Torres, Eduardo Marasco (2), Antonio Rosl                                            |
| 6 października 1974 | Jorge Newbery Junín – CA Colón 0:0 mecz rozegrany został na stadionie klubu Sarmiento Junín                                                         |
| 6 października 1974 | River Plate – Newell’s Old Boys 1:2 Alberto Barril s - Andrés Rebottaro, Mario Zanabria mecz rozegrany został na stadionie klubu CA Vélez Sarsfield |

Grupa C
| Data                | Mecz |
| ------------------- | --- |
| 6 października 1974 | Regina Villa Regina – San Martín Tucumán 0:5 Héctor Pitarch, Jorge A. Calderón (2), Miguel A. Toledo, Manuel A. Ruiz                            |
| 6 października 1974 | Deportivo Mandiyú – Aldosivi Mar del Plata 1:1 Alberto A. Monzón - Miguel A. Lencina mecz rozegrany został na stadionie klubu Lipton Corrientes |
| 6 października 1974 | Ferro Carril Oeste – Chacarita Juniors 6:1 Carlos A. Vidal (2), Horacio Ibáñez, César Lorea (2), Gerónimo Saccardi (k) - Franco Frassoldati     |
| 6 października 1974 | San Lorenzo de Almagro – Godoy Cruz Antonio Tomba 3:1 Enrique Chazarreta, Oscar A. Ortiz, Héctor Scotta - Miguel A. Albarracín                  |

Grupa D
| Data                | Mecz |
| ------------------- | --- |
| 6 października 1974 | Atlanta Buenos Aires – CA Vélez Sarsfield 0:3 Oscar Fornari (2), Miguel Benito                                                                              |
| 6 października 1974 | Atlético Tucumán – Huracán Comodoro Rivadavia 3:3 Orlando Espeche, Juan F. Castro, Julio R. Villa - Marcelino Britapaja (2), Hugo Valenzuela                |
| 6 października 1974 | San Lorenzo Mar del Plata – Chaco For Ever Resistencia 1:2 Pedro Gómez Vila - Ramón Rojas (2) mecz rozegrany został na stadionie Estadio General San Martín |
| 6 października 1974 | San Martín Mendoza – CA Huracán 3:0 Miguel A. Astrada, Juan F. Barroso (2)                                                                                  |

Mecze międzygrupowe
| Data                | Mecz                                                                               |
| ------------------- | ---------------------------------------------------------------------------------- |
| 6 października 1974 | Belgrano Córdoba – Talleres Córdoba 0:0                                            |
| 6 października 1974 | Racing Club de Avellaneda – Independiente 1:1 Carlos A. Álvarez - Eduardo Commisso |

### Kolejka 13
Grupa A
| Data                 | Mecz |
| -------------------- | --- |
| 20 października 1974 | Boca Juniors – Desamparados San Juan 7:0 Jorge J. Benítez (2), Alfredo Letanú, Enzo Ferrero (2), Marcelo Trobbiani, Carlos M. García Cambón                                                                |
| 20 października 1974 | Estudiantes La Plata – Rosario Central 1:1 Héctor Milano - Mario Kempes |
| 20 października 1974 | Belgrano Córdoba – CA Banfield 4:1 Mario Carballo, José M. Suárez (k), José O. Reinaldi, Osvaldo Ardiles - Enrique Lanza                                                                                   |
| 20 października 1974 | Puerto Comercial Bahía Blanca – CA All Boys 4:3 Enrique Dekker (2, 1k), Juan C. Nani, Julio Greco - Valentín Sánchez, Epifanio Medina (2, 1k) mecz rozegrany został na stadionie klubu Olimpo Bahía Blanca |

Grupa B
| Data                 | Mecz |
| -------------------- | --- |
| 20 października 1974 | Argentinos Juniors – Jorge Newbery Junín 2:0 Rafael D. Moreno (2)                                                   |
| 20 października 1974 | CA Colón – Talleres Córdoba 3:0 Carlos A. López (2, 1k), Hugo Coscia                                                |
| 20 października 1974 | Huracán San Rafael – River Plate 0:0                                                                                |
| 20 października 1974 | Newell’s Old Boys – Gimnasia y Esgrima La Plata 3:1 Alfredo Obberti (2, 1k), Juan R. Rocha - Carlos Della Savia (k) |

Grupa C
| Data                 | Mecz |
| -------------------- | --- |
| 20 października 1974 | Aldosivi Mar del Plata – Ferro Carril Oeste 0:2 Gerónimo Saccardi, Héctor Arregui (k) mecz przerwany został w 74 minucie – wynik zachowano                                                      |
| 20 października 1974 | Godoy Cruz Antonio Tomba – Regina Villa Regina 2:2 Oscar Haack, Ciro Magallanes - Alfredo Franco, Fermín Rivero (k)                                                                             |
| 20 października 1974 | Racing Club de Avellaneda – San Lorenzo de Almagro 1:1 Carlos A. Álvarez - Victorio Cocco |
| 20 października 1974 | San Martín Tucumán – Deportivo Mandiyú 3:1 Jorge A. Calderón, Manuel A. Ruiz, Daniel Marangoni - Alberto A. Monzón mecz rozegrany został na stadionie klubu Central Córdoba Santiago del Estero |

Grupa D
| Data                 | Mecz |
| -------------------- | --- |
| 20 października 1974 | Chaco For Ever Resistencia – Atlético Tucumán 0:0                                                                                    |
| 20 października 1974 | CA Huracán – Independiente 3:3 Carlos A. Leone (2, 2k), Roberto A. Gramajo - Ricardo Pavoni (k), Miguel A. Raimondo, Hugo Saggiorato |
| 20 października 1974 | Huracán Comodoro Rivadavia – San Martín Mendoza 1:0 Juan Maricoy                                                                     |
| 20 października 1974 | CA Vélez Sarsfield – San Lorenzo Mar del Plata 2:2 Oscar Fornari (2) - Norberto Eresuma, Juan D. Loyola                              |

Mecze międzygrupowe
| Data                 | Mecz |
| -------------------- | --- |
| 20 października 1974 | Altos Hornos Zapla Palpalá – Central Norte Salta 1:1 Jorge Castiglia - Miguel A. Papalardo              |
| 20 października 1974 | Atlanta Buenos Aires – Chacarita Juniors 2:1 Carlos A. Carrió, Néstor Oviedo (k) - Rodolfo C. Rodríguez |

### Kolejka 14
Grupa A
| Data                 | Mecz |
| -------------------- | --- |
| 27 października 1974 | Central Norte Salta – Boca Juniors 0:3 Alfredo Letanú, Carlos M. García Cambón, Osvaldo Potente mecz rozegrany został na stadionie klubu Gimnasia y Tiro Salta mecz przerwany został w 84 minucie                         |
| 27 października 1974 | Desamparados San Juan – Estudiantes La Plata 2:2 Rubén Pagnanin s, Isaac Paz - Carlos Pachamé, Carlos A. Pandolfi |
| 27 października 1974 | CA All Boys – Belgrano Córdoba 0:2 José L. Ceballos, José O. Reinaldi |
| 27 października 1974 | Rosario Central – Puerto Comercial Bahía Blanca 7:0 Mario Kempes (4), Aldo P. Poy, Roberto C. Cabral (2) |
| 7 listopada 1974     | Central Norte Salta – Boca Juniors 0:3 Alfredo Letanú, Carlos M. García Cambón, Osvaldo Potente mecz rozegrany został na stadionie klubu Gimnasia y Tiro Salta dokończenie 6 minut meczu przerwanego 27 października 1974 |

Grupa B
| Data                 | Mecz |
| -------------------- | --- |
| 27 października 1974 | Gimnasia y Esgrima La Plata – Huracán San Rafael 4:0 Carlos Della Savia (2, 1k), Norberto Fabbián, Miguel A. Torres     |
| 27 października 1974 | Jorge Newbery Junín – Newell’s Old Boys 0:0 mecz rozegrany został na stadionie klubu Sarmiento Junín                    |
| 27 października 1974 | River Plate – Altos Hornos Zapla Palpalá 4:1 Daniel Passarella (3, 3k), Jorge Ghiso - Néstor A. Gómez                   |
| 27 października 1974 | Talleres Córdoba – Argentinos Juniors 2:0 Oscar Fachetti (2) mecz rozegrany został na stadionie klubu Instituto Córdoba |

Grupa C
| Data                 | Mecz |
| -------------------- | --- |
| 27 października 1974 | Regina Villa Regina – Racing Club de Avellaneda 1:1 Rubén A. Flores - Alberto M. Jorge |
| 27 października 1974 | Chacarita Juniors – Aldosivi Mar del Plata 4:1 Omar A. Galván, Jorge Buzzo (2), Juan A. Troilo - Mateo Di Donato                                                                                       |
| 27 października 1974 | Deportivo Mandiyú – Godoy Cruz Antonio Tomba 5:2 Alberto A. Monzón, Pablo Sierra, Oscar R. Benítez (2), José M. Uribe - Ciro Magallanes (2) mecz rozegrany został na stadionie klubu Lipton Corrientes |
| 27 października 1974 | Ferro Carril Oeste – San Martín Tucumán 0:1 Daniel Marangoni |

Grupa D
| Data                 | Mecz |
| -------------------- | --- |
| 27 października 1974 | Atlético Tucumán – CA Vélez Sarsfield 1:2 Julio R. Villa - Julio Asad, Horacio Santillán                                                                                 |
| 27 października 1974 | Independiente – Huracán Comodoro Rivadavia 5:1 Hugo Saggiorato, Ricardo Bertoni, Ricardo Bochini (2), Miguel A. López - Jacobo Pichintiniz                               |
| 27 października 1974 | San Lorenzo Mar del Plata – Atlanta Buenos Aires 3:1 Pablo Galay (2), Norberto Eresuma - Néstor Oviedo (k) mecz rozegrany został na stadionie Estadio General San Martín |
| 27 października 1974 | San Martín Mendoza – Chaco For Ever Resistencia 2:0 Miguel A. Astrada, Luis G. Márquez                                                                                   |

Mecze międzygrupowe
| Data                 | Mecz |
| -------------------- | --- |
| 27 października 1974 | CA Banfield – CA Colón 1:1 Héctor Veira (k) - Carlos A. López                                                       |
| 27 października 1974 | San Lorenzo de Almagro – CA Huracán 2:2 Alberto Beltrán, Enrique Chazarreta - Carlos A. Leone, Carlos Babington (k) |

### Kolejka 15
Grupa A
| Data             | Mecz |
| ---------------- | --- |
| 3 listopada 1974 | CA Banfield – CA All Boys 4:2 Héctor Veira (4, 2k) - Rubén Paira, Epifanio Medina |
| 3 listopada 1974 | Belgrano Córdoba – Rosario Central 1:3 Juan C. Giménez - Mario Kempes, Eduardo Solari, Ramón Bóveda                                                                                       |
| 3 listopada 1974 | Puerto Comercial Bahía Blanca – Desamparados San Juan 1:4 Juan C. Nani - Víctor H. Sosa (2), Mario Guerri, Horacio Fernández mecz rozegrany został na stadionie klubu Olimpo Bahía Blanca |
| 3 listopada 1974 | Estudiantes La Plata – Central Norte Salta 4:2 Abel Coria (2), Rubén Pagnanini, Rubén Galletti - Miguel A. Papalardo (2)                                                                  |

Grupa B
| Data             | Mecz                                                                                                |
| ---------------- | --------------------------------------------------------------------------------------------------- |
| 3 listopada 1974 | Altos Hornos Zapla Palpalá – Gimnasia y Esgrima La Plata 2:0 José A. Luñiz, José Meija (k)          |
| 3 listopada 1974 | Argentinos Juniors – CA Colón 2:2 Horacio Cordero (k), Rafael D. Moreno - Hugo Olmos, Jorge Vázquez |
| 3 listopada 1974 | Huracán San Rafael – Jorge Newbery Junín 1:1 Oscar Mazzei - Vicente Vidal Ayala                     |
| 3 listopada 1974 | Newell’s Old Boys – Talleres Córdoba 1:1 Carlos Picerni - Oscar Fachetti                            |

Grupa C
| Data             | Mecz |
| ---------------- | --- |
| 3 listopada 1974 | Godoy Cruz Antonio Tomba – Ferro Carril Oeste 0:1 Héctor Arregui (k)                                                                   |
| 3 listopada 1974 | Racing Club de Avellaneda – Deportivo Mandiyú 2:0 Néstor Scotta (2, 1k)                                                                |
| 3 listopada 1974 | San Lorenzo de Almagro – Regina Villa Regina 4:0 Victorio Cocco (2), Alberto Beltrán, Héctor Scotta (k)                                |
| 3 listopada 1974 | San Martín Tucumán – Chacarita Juniors 1:0 Carlos Lizondo mecz rozegrany został na stadionie klubu Central Córdoba Santiago del Estero |

Grupa D
| Data             | Mecz |
| ---------------- | --- |
| 1 listopada 1974 | CA Vélez Sarsfield – San Martín Mendoza 0:0                                                                    |
| 3 listopada 1974 | Atlanta Buenos Aires – Atlético Tucumán 1:3 Humberto R. Rizzo - Juan C. Díaz, Víctor H. Arroyo, Juan F. Castro |
| 3 listopada 1974 | Chaco For Ever Resistencia – Independiente 1:1 Carlos González - Hugo Saggioratto                              |
| 3 listopada 1974 | Huracán Comodoro Rivadavia – CA Huracán 4:0 Juan Maricoy, Marcelino Britapaja (2), Juan Ojeda (k)              |

Mecze międzygrupowe
| Data             | Mecz |
| ---------------- | --- |
| 3 listopada 1974 | River Plate – Boca Juniors 1:1 Ernesto Mastrángelo - Osvaldo Potente |
| 3 listopada 1974 | San Lorenzo Mar del Plata – Aldosivi Mar del Plata 2:3 Juan D. Loyola, Norberto Eresuma - José E. Diez, Mateo Di Donato, Guillermo Trama mecz rozegrany został na stadionie Estadio General San Martín |

### Kolejka 16
Grupa A
| Data              | Mecz |
| ----------------- | --- |
| 9 listopada 1974  | Rosario Central – CA Banfield 1:0 Roberto C. Cabral |
| 10 listopada 1974 | Boca Juniors – Estudiantes La Plata 1:0 Carlos M. García Cambón |
| 10 listopada 1974 | Desamparados San Juan – Belgrano Córdoba 3:1 Horacio Fernández, Carlos Massud, Víctor H. Vega - José L. Ceballos                                                                          |
| 10 listopada 1974 | Central Norte Salta – Puerto Comercial Bahía Blanca 3:1 Miguel A. Papalardo, Pedro Vera, Enrique Cardozo - Juan C. Nani mecz rozegrany został na stadionie klubu Gimnasia y Esgrima Jujuy |

Grupa B
| Data              | Mecz |
| ----------------- | --- |
| 10 listopada 1974 | CA Colón – Newell’s Old Boys 2:2 Daniel Olivares, Héctor Lamberti (k) - Enzo Trossero s, Jorge Valdano                                                       |
| 10 listopada 1974 | Gimnasia y Esgrima La Plata – River Plate 3:1 Rubén Peracca, Carlos Della Savia, Miguel A. Torres - Edgardo Di Meola                                         |
| 10 listopada 1974 | Jorge Newbery Junín – Altos Hornos Zapla Palpalá 1:1 José M. Molina - Néstor A. Gómez mecz rozegrany został na stadionie klubu Sarmiento Junín               |
| 10 listopada 1974 | Talleres Córdoba – Huracán San Rafael 6:0 Oscar Fachetti (4, 2k), Humberto Taborda, Héctor Artico mecz rozegrany został na stadionie klubu Instituto Córdoba |

Grupa C
| Data              | Mecz |
| ----------------- | --- |
| 10 listopada 1974 | Aldosivi Mar del Plata – San Martín Tucumán 1:1 José M. Sánchez - Jorge A. Calderón mecz rozegrano, na stadionie Estadio General San Martín |
| 10 listopada 1974 | Chacarita Juniors – Godoy Cruz Antonio Tomba 2:0 Carlos A. Rodríguez (2)                                                                    |
| 10 listopada 1974 | Deportivo Mandiyú – San Lorenzo de Almagro 2:2 Pablo Sierra, Alberto A. Monzón - Alberto Beltrán, Héctor Scotta                             |
| 10 listopada 1974 | Ferro Carril Oeste – Racing Club de Avellaneda 2:1 Carlos A. Vidal, Luis Papandrea (k) - Néstor Scotta (k)                                  |

Grupa D
| Data              | Mecz                                                                                                  |
| ----------------- | --- |
| 8 listopada 1974  | CA Huracán – Chaco For Ever Resistencia 2:1 Alberto Fanesi, Carlos A. Leone (k) - Oscar A. Palavecino |
| 10 listopada 1974 | Atlético Tucumán – San Lorenzo Mar del Plata 2:1 Julio R. Villa, Orlando A. Espeche - Pablo Galay     |
| 10 listopada 1974 | Independiente – CA Vélez Sarsfield 1:2 Hugo Saggioratto - Horacio Santillán, Jorge Troncoso           |
| 10 listopada 1974 | San Martín Mendoza – Atlanta Buenos Aires 1:0 Juan C. Pereyra (k)                                     |

Mecze międzygrupowe
| Data              | Mecz                                                                                         |
| ----------------- | -------------------------------------------------------------------------------------------- |
| 10 listopada 1974 | CA All Boys – Argentinos Juniors 1:1 Daniel O. Acevedo - Rafael D. Moreno                    |
| 10 listopada 1974 | Regina Villa Regina – Huracán Comodoro Rivadavia 3:0 Alfredo Franco, Rubén A. Flores (2, 1k) |

### Kolejka 17
Grupa A
| Data              | Mecz |
| ----------------- | --- |
| 15 listopada 1974 | CA All Boys – Rosario Central 0:1 Mario Kempes mecz rozegrany został na stadionie klubu CA Huracán |
| 15 listopada 1974 | Belgrano Córdoba – Central Norte Salta 2:1 José O. Reinaldi, Juan C. Giménez - Miguel A. Papalardo |
| 18 listopada 1974 | CA Banfield – Desamparados San Juan 7:0 Hugo Mateos, Alberto J. Benítez, Héctor Veira (2, 1k), Rubén Schroh, Luis A. Roselli (2)                                                                      |
| 18 listopada 1974 | Puerto Comercial Bahía Blanca – Boca Juniors 2:3 Enrique Dekker, Juan C. Nani - Osvaldo Potente, Jorge J. Benítez, Marcelo Trobbiani (k) mecz rozegrany został na stadionie klubu Olimpo Bahía Blanca |

Grupa B
| Data              | Mecz |
| ----------------- | --- |
| 18 listopada 1974 | Altos Hornos Zapla Palpalá – Talleres Córdoba 1:0 Pedro Confesor |
| 18 listopada 1974 | Huracán San Rafael – CA Colón 2:2 Juan C. Ureta, Luis A. Carrasco (k) - Héctor Lamberti (k), Hugo Villarruel mecz rozegrany został na stadionie klubu Pedal San Rafael |
| 18 listopada 1974 | Newell’s Old Boys – Argentinos Juniors 3:2 Mario Zanabria, Sergio A. Robles, Armando Capurro - Carlos Fren, Aníbal Tortoriello                                         |
| 18 listopada 1974 | River Plate – Jorge Newbery Junín 3:1 Norberto Alonso, Ernesto Mastrángelo, Daniel Passarella (k) - Hugo Spadaro (k)                                                   |

Grupa C
| Data              | Mecz |
| ----------------- | --- |
| 18 listopada 1974 | Regina Villa Regina – Deportivo Mandiyú 2:1 Alfredo Franco, Juan E. Strak - Julio O. Ayala                                    |
| 18 listopada 1974 | Godoy Cruz Antonio Tomba – Aldosivi Mar del Plata 2:1 Carlos Gelly, Jorge R. Pereyra - José M. Sánchez (k)                    |
| 18 listopada 1974 | Racing Club de Avellaneda – Chacarita Juniors 4:3 Rodolfo Domínguez (2), Hugo Gottardi (2) - Jorge Buzzo, Ramón T. Adorno (2) |
| 18 listopada 1974 | San Lorenzo de Almagro – Ferro Carril Oeste 1:1 Victorio Cocco - Carlos A. Vidal                                              |

Grupa D
| Data              | Mecz |
| ----------------- | --- |
| 18 listopada 1974 | Atlanta Buenos Aires – Independiente 0:1 Agustín Balbuena |
| 18 listopada 1974 | Chaco For Ever Resistencia – Huracán Comodoro Rivadavia 2:2 Tadeo Lugo, Oscar Curbetti - Atilano González s, Marcelino Britapaja                                           |
| 18 listopada 1974 | San Lorenzo Mar del Plata – San Martín Mendoza 2:2 Pablo Galay, Manuel Zurita - Oscar Muñoz, Luis G. Márquez mecz rozegrany został na stadionie Estadio General San Martín |
| 18 listopada 1974 | CA Vélez Sarsfield – CA Huracán 3:1 Osvaldo Cerqueiro, Miguel Benito, Heriberto Correa (k) - Miguel Brindisi                                                               |

Mecze międzygrupowe
| Data              | Mecz                                                                                           |
| ----------------- | ---------------------------------------------------------------------------------------------- |
| 16 listopada 1974 | Atlético Tucumán – San Martín Tucumán 1:1 Miguel A. Argüello - Daniel Marangoni                |
| 16 listopada 1974 | Gimnasia y Esgrima La Plata – Estudiantes La Plata 2:1 Juan M. Tutino (2) - Rubén Galletti (k) |

### Kolejka 18
Grupa A
| Data              | Mecz |
| ----------------- | --- |
| 23 listopada 1974 | Estudiantes La Plata – Puerto Comercial Bahía Blanca 3:0 Enrique Figueroa, Rubén Galletti, Miguel A. Reguera                                                                |
| 24 listopada 1974 | Boca Juniors – Belgrano Córdoba 1:0 Osvaldo Potente |
| 24 listopada 1974 | Central Norte Salta – CA Banfield 2:2 Enrique Cardozo, Raúl Savino - Rubén Schroh, Alberto J. Benítez (k) mecz rozegrany został na stadionie klubu Gimnasia y Esgrima Jujuy |
| 24 listopada 1974 | Desamparados San Juan – CA All Boys 0:0 |

Grupa B
| Data              | Mecz |
| ----------------- | --- |
| 24 listopada 1974 | Argentinos Juniors – Huracán San Rafael 3:1 Rafael D. Moreno (2), Oscar A. Cuesta - Ricardo Pellerano s                                                         |
| 24 listopada 1974 | CA Colón – Altos Hornos Zapla Palpalá 3:1 Daniel Borgna, Héctor Lamberti, Daniel Olivares - Pedro Confesor                                                      |
| 24 listopada 1974 | Jorge Newbery Junín – Gimnasia y Esgrima La Plata 1:2 Ricardo Quaini - Eduardo Marasco, Jorge Isamat s mecz rozegrany został na stadionie klubu Sarmiento Junín |
| 24 listopada 1974 | Talleres Córdoba – River Plate 2:1 Miguel A. Patire, Oscar Fachetti - Carlos Morete mecz rozegrany został na stadionie klubu Instituto Córdoba                  |

Grupa C
| Data              | Mecz |
| ----------------- | --- |
| 24 listopada 1974 | Aldosivi Mar del Plata – Racing Club de Avellaneda 3:1 José M. Sánchez, Francisco Mústico (2) - Carlos A. Álvarez mecz rozegrano, na stadionie Estadio General San Martín |
| 24 listopada 1974 | Chacarita Juniors – San Lorenzo de Almagro 1:3 Rodolfo C. Rodríguez - Antonio García Ameijenda (2), Enrique Chazarreta                                                    |
| 24 listopada 1974 | Ferro Carril Oeste – Regina Villa Regina 2:0 Gerónimo Saccardi, Héctor Arregui (k)                                                                                        |
| 24 listopada 1974 | San Martín Tucumán – Godoy Cruz Antonio Tomba 1:1 Jorge A. Calderón - Ciro Magallanes                                                                                     |

Grupa D
| Data              | Mecz |
| ----------------- | --- |
| 22 listopada 1974 | Independiente – San Lorenzo Mar del Plata 7:0 Ricardo Bertoni (2), Ricardo Bochini (2), Agustín Balbuena (2), Hugo Saggioratto |
| 24 listopada 1974 | CA Huracán – Atlanta Buenos Aires 2:0 René Houseman, Carlos A. Leone (k)                                                       |
| 24 listopada 1974 | Huracán Comodoro Rivadavia – CA Vélez Sarsfield 0:0                                                                            |
| 24 listopada 1974 | San Martín Mendoza – Atlético Tucumán 2:1 Miguel A. Astrada, Eduardo Maryllack - Juan F. Castro                                |

Mecze międzygrupowe
| Data              | Mecz |
| ----------------- | --- |
| 22 listopada 1974 | Deportivo Mandiyú – Chaco For Ever Resistencia 1:1 Oscar R. Benítez - Oscar A. Palavecino mecz rozegrany został na stadionie klubu Lipton |
| 22 listopada 1974 | Rosario Central – Newell’s Old Boys 0:0                                                                                                   |

### Tabele
| Poz | Klub                          | Mecze | Zw | Rem | Por | Pkt | BrZd | BrStr |
| --- | ----------------------------- | ----- | -- | --- | --- | --- | ---- | ----- |
| 1   | Boca Juniors                  | 18    | 15 | 2   | 1   | 32  | 46   | 10    |
| 2   | Rosario Central               | 18    | 13 | 4   | 1   | 30  | 36   | 8     |
| 3   | CA Banfield                   | 18    | 9  | 4   | 5   | 22  | 42   | 25    |
| 4   | Estudiantes La Plata          | 18    | 8  | 4   | 6   | 20  | 25   | 20    |
| 5   | Belgrano Córdoba              | 18    | 8  | 3   | 7   | 19  | 30   | 21    |
| 6   | Desamparados San Juan         | 18    | 5  | 5   | 8   | 15  | 32   | 35    |
| 7   | Central Norte Salta           | 18    | 5  | 4   | 9   | 14  | 22   | 31    |
| 8   | CA All Boys                   | 18    | 2  | 5   | 11  | 9   | 20   | 36    |
| 9   | Puerto Comercial Bahía Blanca | 18    | 2  | 0   | 16  | 4   | 14   | 75    |

| Poz | Klub                        | Mecze | Zw | Rem | Por | Pkt | BrZd | BrStr |
| --- | --------------------------- | ----- | -- | --- | --- | --- | ---- | ----- |
| 1   | Talleres Córdoba            | 18    | 10 | 5   | 3   | 25  | 25   | 12    |
| 2   | Newell’s Old Boys           | 18    | 7  | 8   | 3   | 22  | 27   | 20    |
| 3   | Gimnasia y Esgrima La Plata | 18    | 9  | 3   | 6   | 21  | 29   | 22    |
| 4   | Altos Hornos Zapla Palpalá  | 18    | 7  | 7   | 4   | 21  | 30   | 27    |
| 5   | River Plate                 | 18    | 7  | 5   | 6   | 19  | 33   | 20    |
| 6   | Argentinos Juniors          | 18    | 6  | 6   | 6   | 18  | 29   | 31    |
| 7   | CA Colón                    | 18    | 4  | 6   | 8   | 14  | 20   | 22    |
| 8   | Jorge Newbery Junín         | 18    | 2  | 9   | 7   | 13  | 9    | 18    |
| 9   | Huracán San Rafael          | 18    | 1  | 4   | 13  | 6   | 12   | 48    |

| Poz | Klub                      | Mecze | Zw | Rem | Por | Pkt | BrZd | BrStr |
| --- | ------------------------- | ----- | -- | --- | --- | --- | ---- | ----- |
| 1   | San Lorenzo de Almagro    | 18    | 11 | 5   | 2   | 27  | 43   | 14    |
| 2   | Ferro Carril Oeste        | 18    | 12 | 2   | 4   | 26  | 28   | 16    |
| 3   | Racing Club de Avellaneda | 18    | 9  | 4   | 5   | 22  | 35   | 23    |
| 4   | San Martín Tucumán        | 18    | 8  | 6   | 4   | 22  | 24   | 18    |
| 5   | Chacarita Juniors         | 18    | 8  | 2   | 8   | 18  | 31   | 29    |
| 6   | Aldosivi Mar del Plata    | 18    | 6  | 4   | 8   | 16  | 24   | 30    |
| 7   | Regina Villa Regina       | 18    | 3  | 6   | 9   | 12  | 13   | 30    |
| 8   | Deportivo Mandiyú         | 18    | 3  | 4   | 11  | 10  | 20   | 37    |
| 9   | Godoy Cruz Antonio Tomba  | 18    | 3  | 2   | 13  | 8   | 15   | 35    |

| Poz | Klub                       | Mecze | Zw | Rem | Por | Pkt | BrZd | BrStr |
| --- | -------------------------- | ----- | -- | --- | --- | --- | ---- | ----- |
| 1   | CA Vélez Sarsfield         | 18    | 11 | 4   | 3   | 26  | 34   | 12    |
| 2   | Independiente              | 18    | 10 | 5   | 3   | 25  | 49   | 19    |
| 3   | San Martín Mendoza         | 18    | 10 | 4   | 4   | 24  | 27   | 18    |
| 4   | CA Huracán                 | 18    | 9  | 5   | 4   | 23  | 38   | 24    |
| 5   | Atlético Tucumán           | 18    | 5  | 6   | 7   | 16  | 29   | 26    |
| 6   | Huracán Comodoro Rivadavia | 18    | 4  | 7   | 7   | 15  | 20   | 40    |
| 7   | Chaco For Ever Resistencia | 18    | 3  | 8   | 7   | 14  | 19   | 30    |
| 8   | San Lorenzo Mar del Plata  | 18    | 3  | 5   | 10  | 11  | 21   | 40    |
| 9   | Atlanta Buenos Aires       | 18    | 3  | 3   | 12  | 9   | 12   | 41    |

### Finał 1
| Data              | Mecz |
| ----------------- | --- |
| 30 listopada 1974 | Rosario Central – Ferro Carril Oeste 2:3 Mario Kempes (2, 1k) - Héctor Arregui, Norberto Eiras, Gerónimo Saccardi mecz rozegrany został na stadionie klubu Newell’s Old Boys |
| 30 listopada 1974 | San Lorenzo de Almagro – Newell’s Old Boys 2:1 Oscar A. Ortiz, Jorge Olguín (k) - Armando Capurro mecz rozegrany został na stadionie klubu CA Vélez Sarsfield                |
| 1 grudnia 1974    | Independiente – Boca Juniors 2:1 Ricardo Pavoni, Luis A. Giribet - Osvaldo Potente mecz rozegrany został na stadionie klubu Racing Club de Avellaneda                        |
| 1 grudnia 1974    | Talleres Córdoba – CA Vélez Sarsfield 2:1 Oscar Fachetti (k), Miguel A. Patire - Heriberto Correa (k) mecz rozegrany został na stadionie klubu Belgrano Córdoba              |

### Finał 2
| Data           | Mecz |
| -------------- | --- |
| 4 grudnia 1974 | Ferro Carril Oeste – CA Vélez Sarsfield 1:3 César Lorea - Heriberto Correa, Oscar Fornari, Miguel Benito mecz rozegrany został na stadionie klubu San Lorenzo de Almagro |
| 4 grudnia 1974 | Independiente – Talleres Córdoba 3:1 Luis A. Giribet, Agustín Balbuena, Rubén Galván - Héctor Artico mecz rozegrany został na stadionie klubu Boca Juniors               |
| 4 grudnia 1974 | Newell’s Old Boys – Rosario Central 2:2 Sergio A. Robles (k), Arsenio Ribecca - Roberto C. Cabral, Mario Kempes                                                          |
| 4 grudnia 1974 | San Lorenzo de Almagro – Boca Juniors 1:0 Roberto Rogel s mecz rozegrany został na stadionie klubu Racing Club de Avellaneda                                             |

### Finał 3
| Data           | Mecz |
| -------------- | --- |
| 8 grudnia 1974 | Independiente – San Lorenzo de Almagro 2:0 Agustín Balbuena, Daniel Bertoni mecz rozegrany został na stadionie klubu Racing Club de Avellaneda                                                    |
| 8 grudnia 1974 | Rosario Central – Boca Juniors 4:3 Aldo P. Poy (2), Daniel Killer, Mario Kempes - Jorge J. Benítez, Miguel A. Nicolau, Osvaldo Potente mecz rozegrany został na stadionie klubu Newell’s Old Boys |
| 8 grudnia 1974 | Talleres Córdoba – Ferro Carril Oeste 1:1 Luis A. Galván - César Lorea mecz rozegrany został na stadionie klubu Belgrano Córdoba                                                                  |
| 8 grudnia 1974 | CA Vélez Sarsfield – Newell’s Old Boys 6:1 Heriberto Correa (2, 1k), Miguel Benito (2), Oscar Fornari (2) - Sergio A. Robles (k) mecz rozegrany został na stadionie klubu Boca Juniors            |

### Finał 4
| Data            | Mecz |
| --------------- | --- |
| 12 grudnia 1974 | Boca Juniors – CA Vélez Sarsfield 0:1 Julio Asad mecz rozegrany został na stadionie klubu San Lorenzo de Almagro                                                |
| 12 grudnia 1974 | Independiente – Rosario Central 2:3 Daniel Bertoni (2) - Mario Kempes (2), Roberto C. Cabral mecz rozegrany został na stadionie klubu Racing Club de Avellaneda |
| 12 grudnia 1974 | Newell’s Old Boys – Ferro Carril Oeste 1:1 Jorge Valdano - Gerónimo Saccardi mecz rozegrany został na stadionie klubu Rosario Central                           |
| 12 grudnia 1974 | San Lorenzo de Almagro – Talleres Córdoba 2:1 Héctor Scotta (2) - Humberto Taborda mecz rozegrany został na stadionie klubu Boca Juniors                        |

### Finał 5
| Data            | Mecz |
| --------------- | --- |
| 15 grudnia 1974 | Boca Juniors – Ferro Carril Oeste 4:1 Marcelo Trobbiani (2), Carlos M. García Cambón (2) - Gerónimo Saccardi mecz rozegrany został na stadionie klubu Racing Club de Avellaneda |
| 15 grudnia 1974 | Rosario Central – San Lorenzo de Almagro 1:1 Carlos Aimar - Juan C. Piris mecz rozegrany został na stadionie klubu Newell’s Old Boys                                            |
| 15 grudnia 1974 | Talleres Córdoba – Newell’s Old Boys 3:1 Humberto Taborda (k), Juan J. Valiente (2) - Sergio A. Robles mecz rozegrany został na stadionie klubu Belgrano Córdoba                |
| 15 grudnia 1974 | CA Vélez Sarsfield – Independiente 1:0 Julio Asad mecz rozegrany został na stadionie klubu CA Huracán                                                                           |

### Finał 6
| Data            | Mecz |
| --------------- | --- |
| 18 grudnia 1974 | Boca Juniors – Newell’s Old Boys 1:0 Marcelo Trobbiani (k) mecz rozegrany został na stadionie klubu Racing Club de Avellaneda                  |
| 18 grudnia 1974 | Ferro Carril Oeste – Independiente 2:0 Carlos A. Vidal, Juan D. Rocchia mecz rozegrany został na stadionie klubu CA Vélez Sarsfield            |
| 18 grudnia 1974 | Rosario Central – Talleres Córdoba 1:0 Aurelio J. Pascuttini (k) mecz rozegrany został na stadionie klubu Newell’s Old Boys                    |
| 18 grudnia 1974 | San Lorenzo de Almagro – CA Vélez Sarsfield 2:1 Héctor Scotta (2) - Heriberto Correa (k) mecz rozegrany został na stadionie klubu Boca Juniors |

### Finał 7
| Data            | Mecz |
| --------------- | --- |
| 21 grudnia 1974 | Newell’s Old Boys – Independiente 1:0 Jorge Valdano |
| 22 grudnia 1974 | Ferro Carril Oeste – San Lorenzo de Almagro 2:3 (1:0) mecz rozegrany został na stadionie klubu Vélez Sarsfield Widzowie: 43 000 Bramki: 1:0 Héctor Ángel Arregui 38, 1:1 Héctor Horacio Scotta 50, 1:2 Víctor Nicolás Cocco 61, 1:3 Oscar Alberto Ortiz 73, 2:3 Carlos Alberto Vidal 86 Sędzia: Humberto Oreste Dellacasa. Club Ferro Carril Oeste: Oscar Luraschi – Rubén Alberto Ramón Garay, Horacio Miguel De Filippo – Roberto César Franco, Gerónimo Luis Saccardi, Juan Domingo Antonio Rocchia (75 czerwona kartka), César Lorea, Norberto Eiras, Carlos Alberto Vidal, Héctor Ángel Arregui (77 Carlos Alberto Arregui), Domingo D'Andrea (66 Eduardo Ciccarello). Trener: Victorio Spinetto. Club Atlético San Lorenzo de Almagro: Alfredo Anhielo – Juan Carlos Piris, Sergio Bismark Villar, Rubén Oscar Glaría, Roberto Telch, Jorge Mario Olguín, Héctor Horacio Scotta (77 czerwona kartka), Víctor Nicolás Cocco, Alberto Beltrán, Enrique Salvador Chazarreta, Oscar Alberto Ortiz. Trener: Osvaldo Juan Zubeldía. |
| 22 grudnia 1974 | Talleres Córdoba – Boca Juniors 2:1 Pablo Comelles, Miguel A. Patire - Roberto Mouzo mecz rozegrany został na stadionie klubu Belgrano Córdoba |
| 22 grudnia 1974 | CA Vélez Sarsfield – Rosario Central 2:3 Miguel Benito, Osvaldo Cerqueiro - Ramón Bóveda (2), Roberto C. Cabral mecz rozegrany został na stadionie klubu Boca Juniors |

### Tabela finałowa Campeonato Nacional 1974
| Poz | Klub                   | Mecze | Zw | Rem | Por | Pkt | BrZd | BrStr |
| --- | ---------------------- | ----- | -- | --- | --- | --- | ---- | ----- |
| 1   | San Lorenzo de Almagro | 7     | 5  | 1   | 1   | 11  | 11   | 8     |
| 2   | Rosario Central        | 7     | 4  | 2   | 1   | 10  | 16   | 13    |
| 3   | CA Vélez Sarsfield     | 7     | 4  | 0   | 3   | 8   | 15   | 9     |
| 4   | Talleres Córdoba       | 7     | 3  | 1   | 3   | 7   | 10   | 10    |
| 5   | Independiente          | 7     | 3  | 0   | 4   | 6   | 9    | 9     |
| 6   | Ferro Carril Oeste     | 7     | 2  | 2   | 3   | 6   | 11   | 14    |
| 7   | Boca Juniors           | 7     | 2  | 0   | 5   | 4   | 10   | 11    |
| 8   | Newell’s Old Boys      | 7     | 1  | 2   | 4   | 4   | 7    | 15    |

Mistrzem Argentyny turnieju Nacional w roku 1974 został klub San Lorenzo de Almagro, a wicemistrzem Argentyny Nacional – klub Rosario Central.

### Klasyfikacja strzelców bramek Nacional 1974
| Gole | Piłkarz          | Klub                      |
| ---- | ---------------- | ------------------------- |
| 25   | Mario Kempes     | Rosario Central           |
| 17   | Héctor Scotta    | San Lorenzo de Almagro    |
| 14   | Juan Taverna     | CA Banfield               |
| 13   | Carlos Babington | CA Huracán                |
| 13   | Daniel Bertoni   | Independiente             |
| 13   | Oscar Fornari    | CA Vélez Sarsfield        |
| 13   | Néstor Scotta    | Racing Club de Avellaneda |

## Torneo Reducido – Clasificación para la Copa Libertadores de América
Turniej miał na celu wyłonienie dwóch klubów, które reprezentować miały Argentynę w Copa Libertadores 1975. W turnieju wzięły udział: mistrz Argentyny Metropolitano Newell’s Old Boys, mistrz Argentyny Nacional San Lorenzo de Almagro oraz wicemistrz Argentyny Nacional i wicemistrz Argentyny Metropolitano Rosario Central.
| Data            | Mecz |
| --------------- | --- |
| 26 grudnia 1974 | San Lorenzo de Almagro – Rosario Central 0:1 mecz rozegrany został na stadionie klubu Racing            |
| 28 grudnia 1974 | Newell’s Old Boys – San Lorenzo de Almagro 2:0 mecz rozegrany został na stadionie klubu Rosario Central |
| 30 grudnia 1974 | Rosario Central – Newell’s Old Boys 2:0                                                                 |

| Poz | Klub                   | Mecze | Zw | Rem | Por | Pkt | BrZd | BrStr |
| --- | ---------------------- | ----- | -- | --- | --- | --- | ---- | ----- |
| 1   | Rosario Central        | 2     | 2  | 0   | 0   | 4   | 3    | 0     |
| 2   | Newell’s Old Boys      | 2     | 1  | 0   | 1   | 2   | 2    | 2     |
| 3   | San Lorenzo de Almagro | 2     | 0  | 0   | 2   | 0   | 0    | 3     |

Prawo udziału w Copa Libertadores 1975 zdobyły dwa kluby z Rosario: Rosario Central i Newell's Old Boys.